# ゴールデンアイルズ
ゴールデンアイルズ（英: Golden Isles）は、アメリカ合衆国ジョージア州の大西洋岸、延長100マイル (160 km) の海岸にある4つのバリアー島の集まりと、本土の港市であるブランズウィック市を集めた総称である。4つの島とはセントシモンズ島、シー島、ジェキル島、リトルセントシモンズ島である。
ゴールデンアイルズは、温暖な冬、自然の海浜、広大な湿地の並び、海岸森林、歴史的な史跡、海陸共に豊富な野生生物があり、家族連れ、自然の愛好家、水上スポーツの愛好家、さらにゴルファーや歴史通に人気のある観光地となってきた。
島は全てグリン郡の中に位置し、アメリカ合衆国の大西洋岸に連なるバリアー諸島の中では、ジョージア州沿岸11島の中ほどより南部を構成している。年間を通じて温暖であり、平均気温は68°F (20 ℃)、7月の最高気温は90°F (32 ℃) である。4つの島の中でセントシモンズ島が一番大きく、2010年国勢調査の時点で、恒久的な人口は12,743人だった。リトルセントシモンズ島はその北側が大きく内陸側に曲がりこんだ形をしており、船でのみ行くことができる。個人の所有であり、自然の状態が保たれ、客用のロッジやコテージも限られている。ジェキル島はジョージア州が所有し、州立公園として運営され、住宅地域も限られている。シー島はシー島アクイジッション（取得）LLCという団体が所有し、世界に知られたクロイスター・リゾートがあり、住宅価格は数百万ドルだと言われている。
ブランズウィック市は、ジェイムズ・オグルソープがジョージア植民地を設立した頃にまでその歴史を遡ることができる。その初期からブランズウィック港は新しい国家の成長と経済にとって重要だった。1789年、ジョージ・ワシントンがブランズウィックを、13植民地で最初の入国港5か所の1つに指定した。第二次世界大戦中はリバティ船の重要な建造場所となり、また小型飛行船の主要な作戦基地となった海軍グリンコ航空基地もあった。
ゴールデンアイルズでは観光業が最も重要な経済推進力となっており、2014年の観光客は推定240万人だった。地元経済のその他重要な要素としては、ブランズウィック港、連邦政府警官訓練センター、航空支援サービス、および製造業がある。この地域を訪れる観光客は主にブランズウィック・ゴールデンアイルズ空港あるいは州間高速道路95号線を経由して入る。マッキノン・セントシモンズ島空港は一般用途に使われる空港である。

## 町

### セントシモンズ島
セントシモンズ島はゴールデンアイルズの島の中で最大であり、2010年国勢調査の時点で、恒久的な人口は12,743人だった。F・J・トラス・コーズウェイを通って島に入ることができ、その海浜、水上スポーツ、ボート、釣り、ゴルフ、自然の道、歴史的なランドマーク、ショッピング、レストラン、ナイトライフで人気ある観光地となっている。
セントシモンズ灯台は島の南端にあり、1872年から利用されてきた（さらにその前の1810年に完成した灯台は南北戦争の間に破壊された）。今日、この灯台と博物館が日々一般公開されている。この灯台に隣接して、ネプチューン・パークはそのプールや遊技場が人気があり、レクリエーション、屋外の料理、屋外活動、地域行事に使われている。近くの桟橋も常に観光客や釣り人を惹きつけている。マラリー通りのピア・ビレッジにはブティックや様々なレストランが並んでいる。
このビレッジから遠くない人気あるビーチとして、マッセンゲール・パークと沿岸警備隊基地ビーチがあり、そこには海洋センター博物館がある。沿岸警備隊基地ビーチの近くにはブラッディマーシュ戦場跡がある。ここは1742年、イギリス軍の小さな守備隊が、スペインのかなり大きな部隊を撃退した場所であり、それ以後、フロリダより北へのスペインの侵略を終わらせることになった。
それよりさらに北にはフレデリカ砦の廃墟がある。この砦は、1736年、ジェイムズ・オグルソープ将軍がジョージア植民地を守るために建設したものである,。また広さ600エーカー (2.4 km2) の自然保護地キャノンズポイントには、海岸林、湿地、ハイキング道、またプランテーションの廃墟がある。
セントシモンズ島の住宅は主に一戸建て家屋や集合住宅であり、その多くは観光客の多い時期に貸し出されている。気候が温暖なので屋外活動が年間を通して人気があり、ハイキング、自転車乗り、カヌーとカヤック、パドルボード、沖合と近海の釣り、漂着物収集などが行われている。ゴルフはこの島でも最も人気がある活動であり、11月にはPGAのツアーであるRSMクラシック（元マグラドリー・クラシック）が開催されている。

### シー島
シー島は個人所有のリゾート地と住宅地の町である。セントシモンズ島の東にあり、土手道で入ることができる。大規模なリゾートがシー島の資産を運営している。クロイスター、ビーチクラブ、コテージがあり、セントシモンズ島にはザ・ロッジ、ジ・イン・アット・シー島がある。特別な行事がある場合を除いて、入島はシー島にある資産への客、家屋所有者とその客、またシー島クラブの会員に限られている。このリゾートには大会を開けるようなゴルフ場3か所があり、その内の1つはセントシモンズ島のシーサイド・コースである。ここでは毎年PGAのツアーであるRSMクラシック（元マグラドリー・クラシック）が開催されている。
2004年6月、ジョージ・W・ブッシュ大統領がシー島で第30回G8サミットを開催した。

### リトルセントシモンズ島
リトルセントシモンズ島はセントシモンズ島の北と東を回り込むようになっており、船でしか行けない。個人所有であり、ゴールデンアイルズの諸島の中で事実上開発の手が入っていない唯一の島である。広さが約1万エーカー (40 km2) あり、海岸林、湿地、7マイル (11 km) の自然のままの海浜がある。
島のロッジは、元々狩猟小屋として建てられた田舎の隠遁所であり、一晩32人に制限した宿泊施設を提供している。博物学者のスタッフが海浜と内陸のガイド付きツアーを行ってくれる。野鳥観察、カヤック、自転車、ハイキング、釣り、景色の撮影などが行える。客はセントシモンズ島のハンプトン川マリーナから私有のボートでこの島に来る。ロッジは、維持可能な観光を勧める世界的な認証組織であるグリーン・グローブ21からベンチマークを行われた認証を与えられたことで、アメリカ国内2か所しかない資産の1つである。
リトルセントシモンズ島は、オーデュボン協会から「重要な野鳥生息地」と宣言された。

### ジェキル島
ジェキル島はその全体をジョージア州が所有し、ジェキル島管理局が管理している。セントシモンズ島の南にあり、グリン郡のアメリカ国道17号線からダウニング・マスグローブ・コーズウェイ（ジョージア州道520号線）を通って入ることができる。車で行く場合は駐車パスを購入する必要がある（2015年6月時点で、1日6ドル、1週28ドル、年間45ドル）。
島には延長10マイル (16 km) の海浜、ゴルフ場4か所、自然センター、ボートツアー、ジェキル島会議場があり、宿泊施設は様々な選択肢がある。ジェキル島博物館は歴史的ランドマーク地区のツアーを運営しており、19世紀末から20世紀に裕福な北部の事業家が建てた家屋を回る。その事業家とはJ・P・モルガン、ウィリアム・ヘンリー・ヴァンダービルト、ジョーゼフ・ピューリツァー、マーシャル・フィールドなどである。
ジョージア・ウミガメセンターはウミガメの保存と保護を行うリハビリ病院、研究センター、教育施設である。年間を通じて一般公開され展示、傷ついたカメの見学、様々な教育、現地ツアーなどが行われている。
ジェキル島クラブは1888年のオープンであり、すぐにアメリカでも最大級に閉鎖的な民間社交クラブとなった。その会員の中には、AT&Tの社長であるセオドア・ベイルがおり、1915年1月25日、ここから初の大陸横断電話通信に参加した。1907年恐慌の後、ロードアイランド州選出アメリカ合衆国上院議員ネルソン・オルドリッチが、カモ狩猟旅行を装って、このクラブで著名銀行家を集めた秘密の会合を行った。このとき中央銀行の構造について企画を立案し、それが後の連邦準備制度の基本となった。
ジェキル島は、州法によって商業的な開発が制限されている。島の住宅所有者は州から土地を長期契約で借用している。

### 歴史的ブランズウィック

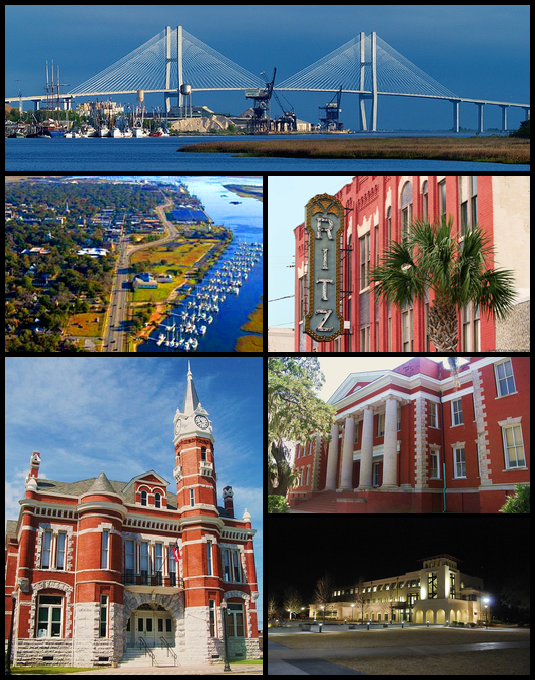
ブランズウィック港（上）、オールドタウン国定歴史地区（中左）、リッツ劇場（中右）、旧ブランズウィック市庁舎（下左）グリン・アカデミーとカレッジ・オブ・コースタル・ジョージア（下右）

ブランズウィックに入った最初のイングランド人開拓者はマーク・カー船長であり、ジェイムズ・オグルソープ将軍の下で仕えていた1738年にここでプランテーションを設立した。その4年後、カーはセントシモンズ島で起きたブラッディマーシュの戦いに参戦した。1771年、カーの資産はジョージア王立植民地が取得し、ブランズウィック市はサバンナ市に似た「オグルソープ格子」に配置された。ブランズウィック旧市歴史地区はアメリカ合衆国国家歴史登録財に指定され、幾つかのランドマークや19世紀の家屋がある。
イースト川沿いのメアリー・ロス公園では、コンサート、結婚式、ファーマーズマーケット、毎年のブランズウィック・ステュービリーなど様々な行事を開催している。客は公園にある造船所を回り、その近くのエビボートでは沖合のエビが豊富に獲れる猟場への次のツアーを待つ。この公園と町の「全体的な歴史ある雰囲気」で行われる祭により、雑誌「旅とレジャー」の読者が2014年6月に「7月4日のためのアメリカで最良の小さな町」にブランズウィックを選ぶことになった。
ブランズウィック半島の東側には有名な「グリンの湿地」があり、ジョージア州の詩人シドニー・ラニアが詩に読んでいる。アメリカ国道18号線から下った所にシドニー・ラニア橋があり、毎年開催される5k 競走にはアメリカ合衆国南東部中から参加者を集めている。

### グリン郡

グリン郡の位置を示す地図

グリン郡は、ジョージア州当初の8郡の1つであり、元はクリーク族インディアンが所有していた土地423平方マイル (1,096 km2) から1777年に設立された。郡庁所在地は郡内で唯一法人化された政体であるブランズウィック市である。郡名はイギリス庶民院議員かつロンドンの上級法廷弁護士の地位を保持していた者であり、アメリカ独立の前にアメリカ植民地側を弁護したジョン・グリンにちなんで名付けられた。
著名な建造物としてブランズウィック港への入口に架かるシドニー・ラニア橋があり、これはゴールデンアイルズへの入口の1つとなっている。ジョージア州でも最長の橋となっている。連邦政府警官訓練センターがグリン郡内にあり、幾つかの法執行機関の要員を訓練している。ブランズウィック・ゴールデンアイルズ空港は住民や観光客の用途に供しており、成長しつつある航空産業がある場所となっている。
2010年国勢調査の時点で、グリン郡の人口は79,626人となっていた。

## 歴史
今日のゴールデンアイルズには、約4,500年前にクリーク族インディアンの部族が最初に入って来た。1500年代初期にスペイン人が到着したとき、ティムクア族の中のグァリー族やモケイム族と遭遇した。インディアンとヨーロッパから来た人々との関係は、友好的から敵対的なものまで変化し、その同盟関係は旧世界の競い合う強国によって変化していった。1600年代後半までに現在のジョージア州は、フランス、スペイン、イギリスが支配権を求めて競う中で「係争される土地」となっていた。
この期間、スコットランド貴族ロバート・モンゴメリー卿がサバンナ川とアルタマハ川の間にユートピア的植民地の構想を描き、1720年、ロンドンで『ゴールデンアイランズの説明』を出版した。この植民地が設立されることは無かったが、その名称が今日まで続いている。
1730年代までにインディアンが人口を減らし、サバンナ市を設立したジェイムズ・オグルソープ将軍の指導下に、イギリスがジョージア植民地を設立するまでにこの地域を支配していた。その30年ほど後に、ブランズウィックの町は通りと広場で構成されるサバンナに似た格子状配置により、その町割りを決められた。1736年、オグルソープはセントシモンズ島の西岸にフレデリカ砦を建設し、南のスペインからジョージア植民地を守ることにした。
「係争される土地」の主権は、1742年、セントシモンズ島のブラッディマーシュの戦い後に確立された。オグルソープ将軍とそのかなり勢力の劣る部隊が、戦略的なすばらしさと策略によってスペイン軍を撃退した。スペインはセントオーガスティンに退却し、その後戻ってくることはなかった。オグルソープ将軍の部隊が1749年に解隊されると、フレデリカ砦は使われなくなり、1758年の火事で破壊された。今日、砦の名残とブラッディマーシュの戦いの戦場跡は、アメリカ合衆国国立公園局が運営する国定史跡となっている。
アメリカ独立戦争の間に起きた南ジョージアでの軍事行動は、北部で起きたものに比べれば大変限られたものだった。1778年、アメリカ軍が支配していたセントシモンズ島の沖で簡単な海軍同士の争いが起きた。しかしその年後半にイギリス軍がサバンナを占領し、それ以上の敵対的行動は起きなかった。
ゴールデンアイルズ地域は独立後に農業が基盤となり、米と綿花で知られるようになった。セントシモンズ島ではシー島綿と呼ばれる繊細で長繊維の品種がイングランドで好まれるものとなり、ジョージア州低地海岸部の全体で栽培されるようになった。セントシモンズ島では幾つかのプランテーションが繁栄し、その中でもハミルトン、リトリート、ハンプトン、キャノンズポイントのものが著名だった。これらの中で現在も残っているのはキャノンズポイントと、ハミルトンの奴隷小屋であり、どちらも一般公開されている。リトリート・プランテーションの元は奴隷小屋だったものが修復され、現在では土産物店になっている。
南北戦争の前であっても、イングランドにおける綿花需要の劇的な低下、土壌を管理する上で輪作を怠ったこと、領主が不在であることのために、島のプランテーションは衰退を始めていた。戦後、19世紀の後半3分の1で製材所ができるまで、この地域は衰退したままだった。この期間に、新しい灯台が建設されて、戦中に破壊されていた1810年建設の灯台に代わった。現在あるラブリー・レーン礼拝堂が建設され、キリスト教会が再建された。島の製材所の1つは、ニューヨーク市のブルックリン橋に木材を供給した。
20世紀への変わり目に自動車が使われるようになり、休暇の旅行という新しい産業が興り始めた。1924年、F・J・トラス・コーズウェイがセントシモンズ島に開通してだれでもここに来られるようになった。シー島、リトルセントシモンズ島、ジェキル島は全て民間の所有でありながら、ジェキル島は北部の裕福な工業資本家や銀行家の冬の家を構える場所になった。
第二次世界大戦中、ブランズウィックにできた海軍グリンコ航空基地から小型飛行船が飛び立って、大西洋を偵察して輸送船団を護衛し、この海域まで度々訪れたドイツのUボートを捜索した。ブランズウィック港はリバティ船の国内でも最大級に重要な建造所として機能した。

## 地理と気候
ブランズウィック市とバリアー島4島は、ジョージア州南部海岸にあり、サバンナ市とフロリダ州ジャクソンビルの中間に位置している。各島は北のアルタマハ川デルタと南のサティラ川の間にある。この場所はノースカロライナ州ケープフェアからフロリダ州ケープ・カナベラルまで伸びる、東海岸の弓状曲線であるジョージア・バイトでは中間点にある。この地域に入って来る潮汐の収束効果によって、アメリカ合衆国の他の海岸よりも潮の流れを振ることになり、6フィート (1.8 m) から10フィート (3.0 m) となる。
ケッペンの気候区分に拠れば、ゴールデンアイルズの気候は温暖湿潤気候であり、暑い夏と温暖な冬が特徴である。1月の平均最低気温は42.6°F (5.9 ℃) である。7月の平均最高気温は90.4°F (32.4 ℃) である。降水量は8月と9月が多い。積雪や氷雨が降ることは極めて稀である。
| セントシモンズ島の気候                   | セントシモンズ島の気候 | セントシモンズ島の気候 | セントシモンズ島の気候 | セントシモンズ島の気候 | セントシモンズ島の気候 | セントシモンズ島の気候 | セントシモンズ島の気候 | セントシモンズ島の気候 | セントシモンズ島の気候 | セントシモンズ島の気候 | セントシモンズ島の気候 | セントシモンズ島の気候 | セントシモンズ島の気候 |
| 月                                       | 1月                    | 2月                    | 3月                    | 4月                    | 5月                    | 6月                    | 7月                    | 8月                    | 9月                    | 10月                   | 11月                   | 12月                   | 年                     |
| ---------------------------------------- | ---------------------- | ---------------------- | ---------------------- | ---------------------- | ---------------------- | ---------------------- | ---------------------- | ---------------------- | ---------------------- | ---------------------- | ---------------------- | ---------------------- | ---------------------- |
| 最高気温記録 °F （°C）                   | 83 (28)                | 85 (29)                | 90 (32)                | 94 (34)                | 100 (38)               | 103 (39)               | 104 (40)               | 101 (38)               | 97 (36)                | 95 (35)                | 89 (32)                | 84 (29)                | 104 (40)               |
| 平均最高気温 °F （°C）                   | 60.5 (15.8)            | 63.2 (17.3)            | 68.9 (20.5)            | 75.0 (23.9)            | 82.2 (27.9)            | 87.5 (30.8)            | 90.4 (32.4)            | 88.7 (31.5)            | 84.7 (29.3)            | 77.8 (25.4)            | 70.4 (21.3)            | 62.8 (17.1)            | 76.0 (24.4)            |
| 日平均気温 °F （°C）                     | 51.5 (10.8)            | 54.5 (12.5)            | 60.3 (15.7)            | 66.5 (19.2)            | 74.5 (23.6)            | 80.3 (26.8)            | 82.8 (28.2)            | 81.8 (27.7)            | 78.1 (25.6)            | 70.2 (21.2)            | 61.8 (16.6)            | 54.1 (12.3)            | 68.0 (20)              |
| 平均最低気温 °F （°C）                   | 42.6 (5.9)             | 45.8 (7.7)             | 51.7 (10.9)            | 58.1 (14.5)            | 66.8 (19.3)            | 73.1 (22.8)            | 75.3 (24.1)            | 75.0 (23.9)            | 71.6 (22)              | 62.5 (16.9)            | 53.2 (11.8)            | 45.4 (7.4)             | 60.1 (15.6)            |
| 最低気温記録 °F （°C）                   | 6 (−14)                | 16 (−9)                | 22 (−6)                | 36 (2)                 | 46 (8)                 | 52 (11)                | 66 (19)                | 62 (17)                | 49 (9)                 | 37 (3)                 | 21 (−6)                | 12 (−11)               | 6 (−14)                |
| 降水量 inch （mm）                       | 3.2 (81)               | 3.5 (89)               | 3.9 (99)               | 2.5 (64)               | 1.9 (48)               | 4.8 (122)              | 4.1 (104)              | 6.3 (160)              | 5.8 (147)              | 4.5 (114)              | 2.0 (51)               | 2.6 (66)               | 45 (1,143)             |
| 平均降水日数 （≥0.01 in）                | 8                      | 9                      | 8                      | 6                      | 7                      | 11                     | 10                     | 13                     | 11                     | 7                      | 6                      | 7                      | 103                    |
| 出典：NOWData - NOAA Online Weather Data |                        |                        |                        |                        |                        |                        |                        |                        |                        |                        |                        |                        |                        |

1968年、シカゴのテレビ気象予報士で有名になったP・J・ホフマンが引退しようとしているときに、自分の好みに合わせて膨大な分析を行い、アメリカ合衆国で最善の気候を見つけた。幾つかの要因に基づきホフマンが選んだのはゴールデンアイルズであり、セントシモンズ島に移転して、1981年に死ぬまでそこで暮らした。

## 野生生物と植生
ゴールデンアイルズに観光客を惹きつける主要要因の1つが大変多様な野生生物と海岸性植生である。この地域のもっともはっきりした特徴は広大な湿地と入り江であり、豊富な食料を供給し、多くの陸海空の生物に子孫を増やす場を与えている。
諸島と本土の間の地域の大半は湿地であり、滑らかなヨシ葦（スパルティナ）が茂り、これが野生生物にとって生命を維持するための栄養源を供給するものとなっている。毎年秋、湿地の草が金色に変わるので、それがゴールデンアイルズの名前の由来となっている。
この豊富な栄養源の結果はどこでも見られる。海浜や隣接する海岸林で普通に見られるのは、白鷺、アオサギ、シロトキ、カモメ、アジサシ、チドリ、シギ、ペリカン、ミサゴなど水辺の鳥である。猛禽類では、ハゲワシ、鷹、ハクトウワシがいる。ジョージア州のコロニアル海岸野鳥トレイルに沿った18の場所の内5か所がゴールデンアイルズとグリン郡の中にある。
海浜、沿岸の水路および桟橋に沿った場所の中で、カブトガニやユウレイガニが砂の中の穴から出入りしている。イルカ、マナティ（夏）、跳び上がるボラ、クラゲ、タコノマクラ、エイ、巻貝がヤドカリと共に棲んでいる。海浜の背後にある砂丘が内陸の植生を保護し、嵐や高潮に対する防壁になっている。砂丘に生えるシーオーツが根を伸ばして、砂丘をその位置で保っている。ジョージア州法ではこのオーツを抜くことを禁じている。海浜のヒルガオとその蔓が同様な機能を果たしている。一年のある時期では、枯れた葦（ラックと呼ばれる）が海浜で洗われ、満潮線に集まる。ラックの中の昆虫や微生物が栄養分を放出し、ラック自体は砂を捕まえて砂丘を大きくすることに貢献している。砂丘の背後には様々な植生が生えている。海岸林が木陰を作り、ジョージア州のバリアー島海岸の特徴になっている。ライブオーク、南の松、キャベツヤシ、マグノリアなどが木陰を作る。その下ではパルメットヤシ、ヤウポン、ユッカ、オプンティア、シダや象徴的なスパニッシュ・モスなど複雑な叢生を作っている。この林は、鹿、蛇、アライグマ、アリゲーター、野生の七面鳥、蛙など多種の両生類、爬虫類、陸上動物の生息地にもなっている。
地域で最も愛され、かつ存続が危まれている種がアカウミガメである。5月下旬から8月半ばまで、メスのカメが暗くなった後に海浜にはい上がり、砂丘の満潮線より上で巣を掘って、卵を産む。カメの卵は自然からも人からも多くの脅威に曝される。ウミガメのあらゆる種が連邦政府絶滅危惧種法によって保護されている。ジョージア州自然資源省がジョージア州ウミガメ共同体の下で地元の機関やボランティアの動きを調整している。これらの団体はゴールデンアイルズの海浜で見つかったウミガメの巣を監視し、保護し、管理している。さらに研究や大衆の知覚と教育プログラムを実行してもいる。ジェキル島にあるジョージア・ウミガメセンターは共同体の会員であり、負傷したカメへのリハビリや、様々なプログラムや現場ツアーによって研究と教育も行っている。
海岸の沖合で見られる絶滅危惧種の1つがタイセイヨウセミクジラである。この回遊性の動物は、容易に捕まえられ、大量の油と鯨ひげが採れることから、漁師がその名前をつけた。その結果、ほとんど絶滅に近いまでに取り尽くされた。現在は連邦法と州法の双方で保護されている。南ジョージアとフロリダ州の沖合は繁殖地として唯一知られている海域であり、アメリカ海洋大気庁がアルタマハ川デルタからフロリダ州ベルボルンまでの海域を重要な生息域と指定した。連邦法では船がセミクジラから500ヤード (450 m) 以内に近づくこととそこに留まることを禁じている。2014年12月、ジョージア州自然資源省が生存するセミクジラのメスは100頭以下だと推計した。

## 文化
ゴールデンアイルズは長く変化した歴史と異なる人種民族が混合された故に、豊富な文化遺産を保持しており、地元民は様々な方法でそれらを保存しようとしている。活発な現代文化もあり、創造的な芸術の幅広い混合だと言っている。地元の演劇、美術展、音楽祭、料理の行事、環境展、芸術と写真のショーが年間を通じて開催されている。人気のある会場としては、歴史あるリッツ劇場、ブランズウィック・アクターズ劇場、メアリー・ロス公園、ネプチューン公園があり、またセントシモンズ島カジノはアイランド・プレイアーズの本拠地である。

### 芸術と音楽
ゴールデンアイルズにはその数を増やしつつある画廊などの会場があり、創造的芸術家が作品を共有している。ブランズウィックにあるゴールデンアイルズ芸術と人間性、セントシモンズ島にあるグリン美術はどちらも確立された芸術家や駆け出しの芸術家を宣伝し、支援する道具になっている。
非凡な形態の芸術の中では、セントシモンズ島のツリー・スピリッツがある。地元彫刻家が創造し、島の材木で造られた船に乗っていた海上で失われた水夫や、この地域にいたインディアンを記念するものである。その悼みの表現が観衆に感情的で忘れられない経験を与えている。
数世紀の歴史があるステンドグラス芸術はゴールデンアイルズの各所にある数か所で展示されている。クライストチャーチ・フレデリカにある「聖ペテロの告白」は1899年の作品である。ジェキル島のフェイス礼拝堂には、ルイス・ティファニーのサインがある窓がある。イプワース・バイ・ザ・シーのラブリーレーン礼拝堂には、古イングランド・アートグラスの窓がある。もう一つティファニーの窓はブランズウィック市のセントマークス・エピスコパル教会にある。その他の著名な作品がある例として、キング・アンド・プリンス・リゾート、クロイスター・ホテル、ジェキル島クラブホテルがある。また地域全体に散らばる多くの教会もある。
晩春から夏、音楽愛好家がブランズウィック市のメアリー・ロス・ウォーターフロント公園やセントシモンズ島のネプチューン公園で屋外コンサートを楽しんでいる。ジェキル島では毎年地元や島外からの演奏家が登場する音楽祭がある。

### アフリカ系アメリカ人の歴史遺産
ゴールデンアイルズはガラ・ギーチー文化遺産回廊の南端近くにある。これはノースカロライナ州ウィルミントンからフロリダ州ジャクソンビルまで、内陸には30マイル (48 km) に広がる回廊である。ガラ・グーチーは1つの言語と文化を持った民族のことである。おもに西アフリカと中央アフリカから連れて来られて、南北カロライナ州、ジョージア州、フロリダ州北部の海岸にあった綿花とコメのプランテーションで働かされた奴隷の子孫である。ガラ語は英語にアフリカの多くの方言が組み合わされたクレオール言語となっている。
海岸の主にコメを栽培するプランテーションは、マラリアのような熱帯性伝染病が蔓延したことで、プランテーションの所有者は内陸に留まるようになり、そのプランテーションは内陸のものとは孤立したようになっていった。その結果、西アフリカから来た奴隷は、母国の文化や言語の多くを保持して固く結ばれた地域社会を形成することができた。このガラ・グーチー民族の生活様式は、20世紀に海岸地方が開発されるまで、多かれ少なかれそのままの形で残り続けていた。この文化遺産回廊はこの特異であまり知られていない文化を保護し保存しようとした努力の1つの結果である。
セントシモンズ島アフリカ系アメリカ人歴史遺産連合が毎年6月にセントシモンズ島で開催されるシー島祭を通じて、ガラ・グーチー文化について保存し人々を教育するために動いている。この祭の参加者には、ガラ音楽とダンスに特化した世界に知られる民族グループであるジョージア州シー島シンガーズが入っている。この連合は島にあるガラ・グーチーに関わる史跡のツアーも行っている。近年、1920年代からあり、島のアフリカ系アメリカ人社会に貢献してきたハリントン校舎の修復に向けた資金集めで重要な役割を果たした。

### 怪談
ゴールデンアイルズは歴史が長いので、怪談が多いとしても驚くには当たらない。島の住民やツアーガイドから聞いた話には次のようなものがある。
- 彷徨人メアリー…海の嵐で恋人を失くした女性であり、ランタンを持ち、白い馬に乗って捜索を続けている姿が見られる[47]
- クライストチャーチ墓地の点滅する灯り…暗闇を恐れた妻が常にその傍に火をともした蝋燭を置いていた。その死後に夫がそこに置いたと言われる蝋燭の火である[48]
- セントシモンズ島灯台のフレデリック・オズボーンの幽霊…決闘で殺された灯台守[49]
- ジェキル島クラブホテルは、亡くなって久しい客が未だにチェックアウトしようとしていることが多いと言われている[50]

### 毎年の祭と行事
南東ジョージア健康システム橋ラン
2月 – ブランズウィック、シドニー・ラニア橋を越える5k競走と関連行事。大統領の日週末の土曜日に行われる
ブレッシング・オブ・ザ・フリート
5月 – ブランズウィック、ゴールデンアイルズのエビ漁業を祝う2日間の祭。母の日の週末に行われる
タートル・クロール・トライアスロンとネスト祭
5月 – ジェキル島、USAトライアスロン公認の行事であり、国際レース・トライアスロン、スプリント距離トライアスロンと、伝統的な5k競走が行われる
ジョージア・シー島祭
6月 – セントシモンズ島、アフリカ系アメリカ人ガラ・グーチーの文化、音楽の伝統、工芸、食品を祝う祭、ジョージア・シー島シンガーズが出演する
サザングロウン祭
6月 – セントシモンズ島、南部の食品と音楽が主題: シェフのデモンストレーション、魚フライ、教室と講義、ディナーとコンサート、地元食品マーケット、サンデイ・ブランチが出される
エビとグリット: ワイルド・ジョージア・エビ祭
9月 – ジェキル島、エビ漁ボートツアー、屋台、音楽生演奏、子供のファン・ゾーン、 シェフのデモンストレーション、エビとグリットの様々な料理が出る
ブランズウィック・ロッキング・ステュービリー
10月 – ブランズウィック、シチュー料理のコンテスト、5k競走、ライブのエンタテイメント、子供のファン・ゾーン、クラシックカーのショー、芸術と工芸
コーストフェスト
10月 – ブランズウィック、娯楽と教育の一日、対話型展示と表示によって、海岸の気象、固有種の植物、リサイクル、ウミガメ、水質保存、考古学、爬虫両生類学、地質学について最新の情報を与える
ゴールデンアイルズ SUP クラシック
10月 – セントシモンズ島、パドルボードの立ち漕ぎレース、勝者には賞金とトロフィーが出る
セントシモンズ食品とスピリット祭
10月 – セントシモンズ島、ゴールデンアイルズの食品とスピリットを祝する週末の祭、ピア・ビレッジでの味見、地域のレストランでの同時進行行事、技能者マーケット、料理教室とデモンストレーション、子供の活動、サンデイ・ブランチ
 RSM クラシック（旧マグラドリー・クラシック）
11月 – セントシモンズ島、PGA の公式ツアー、島の住人デイビス・ラブ3世が主催し、セントシモンズ島のシー島ゴルフクラブ、シーサイド・コースで開催される。2010年に始まり、2015年には第2コースを加え、156まで拡張した
ジェキル・ツリー・ライトニング祭とホリデイズ・イン・ヒストリー
11月と12月 – ジェキル島、感謝祭の後の土曜日にツリー点灯祭で始まり、歴史地区の照明とクリスマス飾りを祝う。テーマ付きツアー、ストーリーテリング、 クリスマスキャロル、工芸品

## 屋外スポーツと活動
ゴールデンアイルズの気候が温和であることの結果として、様々な屋外活動が年間を通じて行われている。ゴルフの歴史は1900年代初期に始まっており、ジェキル島に休暇用の家を所有した裕福な資本家のためにゴルフ場が建設された。今日のグリン郡には、パブリック、民間合わせて16のゴルフ場があり、その中にはウォルター・トラビスが設計し、1928年にオープンしたジェキル島のデューンズ・コース、毎年PGAのツアーであるRSMクラシック（元マグラドリー・クラシック）を開催するセントシモンズ島のシーサイド・コースがある。
ゴールデンアイルズの滋養分が豊富な湿地、潮汐のあるクリーク、川、灘、大西洋には、かなり多くの種の魚や水生動物がおり、近隣や遠方から釣り人を惹きつけている。沿岸と川の釣りでは、マス、サケ、ヒラメ、シープスヘッド、ホワイティングなどが対象になる。沖釣りではキングマッケレル、スパニッシュ・マッケレル、スギ、ハタ、フエダイ、ブリ、ターポンがおり、サメも数種いる。島では投げ釣りも人気があり、多くの桟橋や橋からも釣りを楽しめる。16歳以上の者は釣りの免許を得なければならない。釣果については大きさなどの制限も強制される。
地域の自然美と保護の状況に拠って、写真家、野鳥観察者、カヤック乗りなどを惹きつけている。人気のある水上スポーツとしては、セイリングや沖合でのスキューバダイビングがある。潮汐のあるクリーク、砂州や比較的穏やかな波では、パドルボードの人気が増している。沿岸の活動では、自転車、ハイキング、テニス、乗馬がある。比較的新しいスポーツであるディスクゴルフについてもセントシモンズ島にコースができる。家族連れには公園や遊技場がある。水泳や日光浴に加え、ビーチは年間を通じてウォーキング、野鳥観察、貝殻拾いに人気がある。

## 観光
セントシモンズ島は私有ではないバリアー島では数少ない島の1つなので、ゴールデンアイルズの中では最初に観光施設が開発された。主に島の南端とその周辺であり、1870年代から桟橋に観光客が到着するようになった場所だった。この頃には、ブランズウィックに豪華なオグルソープ・ホテルがオープンしていた。自動車の時代が始まり、1924年にはF・J・トラス・コーズウェイが開通し、さらに多くの施設が造られ（著名なものは自動車の大立者が開発者に変わったハワード・コフィン）、直ぐにセントシモンズ島は休暇を過ごす目的地になっていった。1928年、コフィンはシー島を購入していたが、クロイスターをオープンして大きな喝采を浴びた。
セントシモンズ島が観光業に入る一方で、ジェキル島は金持ちや有名人の私的な隠遁地のままだった。世界恐慌と第二次世界大戦の後、ジェキル島クラブと冬のコテージが使われなくなった。1947年、ジョージア州が州立公園を創るために島を買収した。それから間もなく、州議会がジェキル島観光局を創設して島と観光業の開発を管理させた。
今日のゴールデンアイルズの観光は様々な形態を採っている。近くの郡からの日帰り旅行者、週末用のゲイトウェイ、家族のバケーション、ビジネスの旅行者、スポーツの参加者、エコツーリズムの者、冬の住人、歴史と文化の愛好者、結婚と家族の集まりなどである。宿泊施設としては、あらゆる価格帯のホテルとリゾート、賃貸住宅、集合住宅、ベッド・アンド・ブレックファストなどがある。ジェキル島で新しく改装され拡張されたオーシャンフロントの会議場は2012年5月にオープンし、その後に新しいホテル、レストラン、小売店が続いた。

## 経済
ゴールデンアイルズの中では観光が経済活動の中心的推進力であり、2014年の推計では11億ドルの経済効果があった。リゾートの運営者であるシー島会社が地域最大の雇用主である。エビ漁業は重要度ではやや落ちるものの現在でも地域の訴求力にとって重要なものである。かつては「世界のエビの首都」と呼ばれ、地元エビ漁業者は獲れたてのエビをゴールデンアイルズと周辺地域のレストランや小売業者に供給し続けている。
ブランズウィック港は地域で繁栄する物流産業の中心であり、ブランズウィック・ゴールデンアイルズ空港が成長しつつある航空産業の中心である。医療と製造業がその他主要経済推進力であり、他に連邦政府警官訓練センターもある。

### 商工会議所
ブランズウィック・ゴールデンアイルズ商工会議所は、民間の非営利会員制組織であり、起業、専門的会社、教育機関、ブランズウィックとゴールデンアイルズの継続する経済成長と繁栄に関わる個人を纏めている。
商工会議所は市、郡あるいは州の部門として運営されてはおらず、会員制の組織である。会員の投資や費用は慈善的な寄付よりも、事業運営の経費として課税対象から控除できる。あらゆる大きさと形態の企業が会員である。1,300以上の企業が参加し、その80％は従業員10人以下の小企業である。それらが協業して経済環境を強化し、地域社会に入る商業の流れに対する障害を減らしている。商工会議所はグリン郡事業の統合された発言者になっている。

### 経済発展
この地域社会で継続する経済発展はブランズウィックとグリン郡の開発局が管理している。この部署の目的は新しい産業を誘致し、既存の産業を発展させることである。この責任を果たすために、以下のような経済開発行動に関わっているが、これに限られたものではない。
- 工業と商業の将来性について積極的なマーケティング活動を遂行する
- 工業団地や独立型工業用地を開発し、既存企業の拡張や新しい事業の用途に充てる
- 地方、州、国会議員との法的な連携を維持する

ブランズウィックとグリン郡開発局は次のようなものを含め新しい産業の誘致のために包括的刺激策を運営する。
- 産業開発のために貸金を手当てする債権を発行する
- ブランズウィック港を通過する半完成品に対する税の免除を行う。州の経済発展省と協業して地方と州の刺激策を実行する。就職機会の増加を促す新産業あるいは既存産業の税的優遇策を州が提供する

### 会議観光局
ゴールデンアイルズ会議・観光局はグリン郡の観光産業を促進するための公式な目的性マーケティング組織である。グリン郡の観光案内所2か所を運営維持している。
観光案内所の1つはブランズウィック市、州間高速道路95号線の南行き、出口42番と38番の間にあり、もう1つはセントシモンズ島のピア・ビレッジ内、ビーチビュー・ドライブ529にある。
この会議・観光局の使命は2つある。1つはゴールデンアイルズが全国的に認められたリゾートとなるべく促進することであり、もう1つは地域社会の経済的持続可能性を守るために観光客に最善の質の経験を提唱することである。

## 歴史的なランドマークと見どころ

### ブランズウィック

#### 歴史的ブランズウィック庁舎

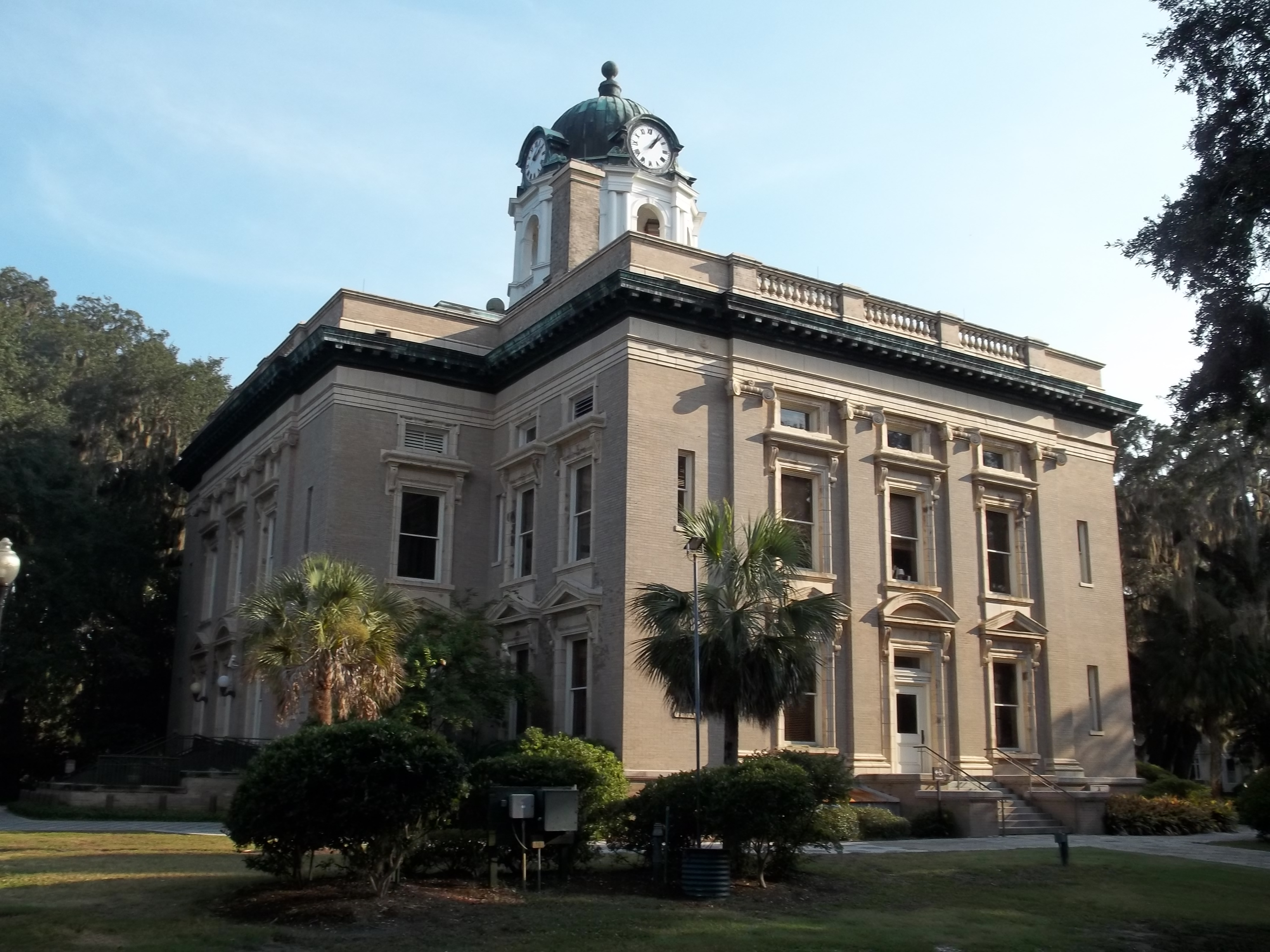
歴史的グリン郡庁舎

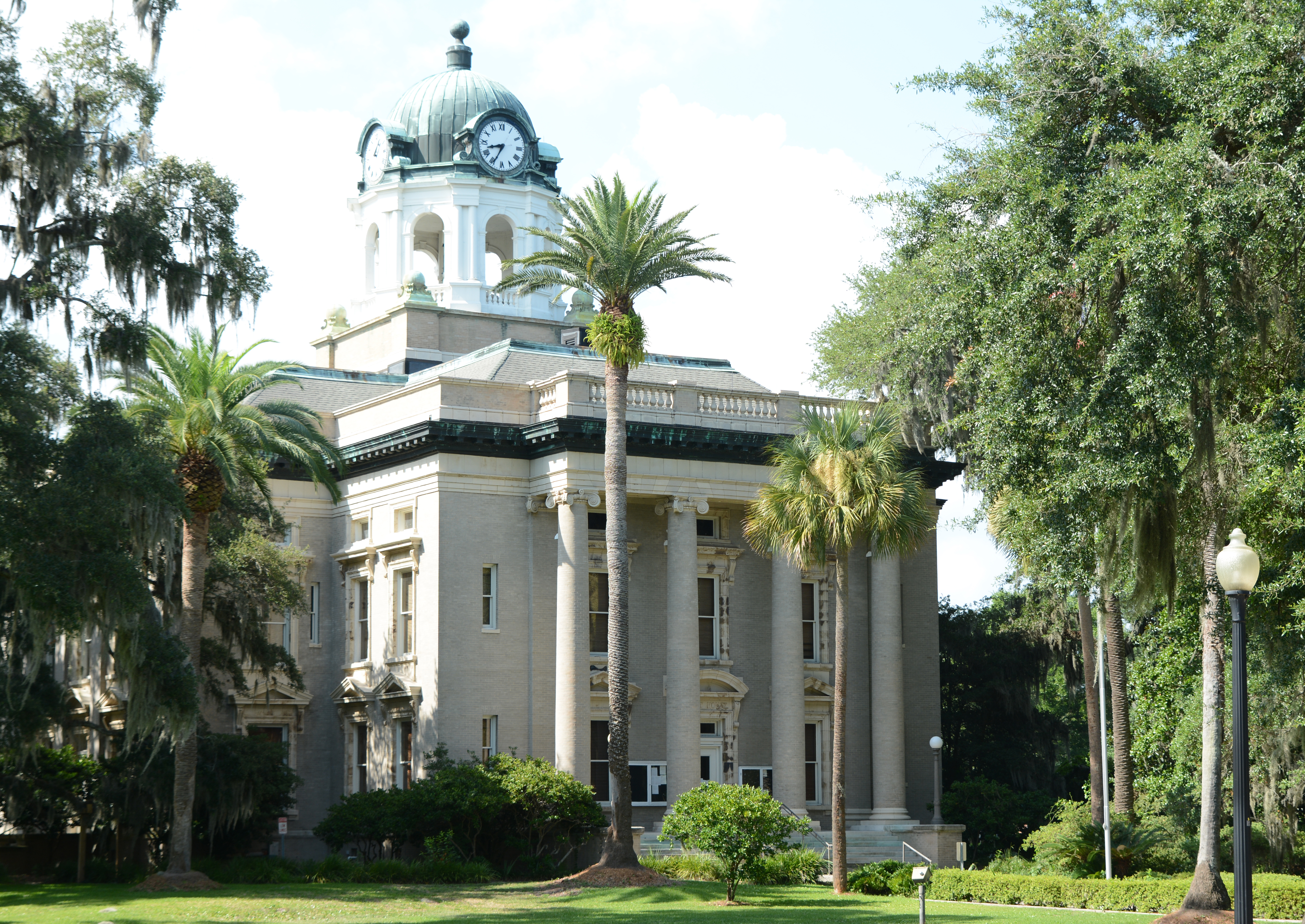
歴史的庁舎の前面

歴史あるブランズウィック庁舎は、歴史ある公園と広場の1つで、かつては町の牧場として家畜を入れるのに使われたマグノリア・スクエアの中にあるライブオークの叢林にある。その土地は1905年に市から1ドルで買収された。今日でも苔むしたライブオークに取り囲まれており、さらにバターノキやカイノキなど外国産の木が加わっている。
この庁舎はニュージャージー州の建築家チャールズ・オーリング・ギフォードが経営するニューヨークの会社ギフォード・アンド・ベイツが設計した。ギフォードの作品はジェキル島にあるアメリカ合衆国国定歴史建造物地区の中に、サンスーシ・アパート（1896年）、ミッスルトー・コテージ（1900年）、ジェキル島クラブハウス別館（1901年）などがある。庁舎の礎石は1906年12月27日に置かれ、1907年12月18日に完工した。総建設費は97,613ドルだった。修復作業は1990年代初期に始まった。
1885年から1920年に流行した新古典主義復古調、あるいはボザール様式の建築であるこの印象的な建物は、その他を圧する美しさで広く知られている。ボザールは古代ギリシャとローマの形態にルネサンスの概念を組み合わせており、折衷的な新古典主義のスタイルである。このデザインは公正さの哲学を組み合わせることを提案している。4つの同一の入口が公正さに導く内部の柱を補っている。入り組んだ鉄製の梯子の手摺が微妙なバランスと人間の弱さを示している。
新しいグリン郡庁舎は旧庁舎のすぐ北に位置している。庁舎の向かい側、レイノルズ通り1709にあるマホニー・マガーベイ邸はジョージア州におけるカーペンター・ゴシック建築の好例として知られている。

#### 歴史的リッツ劇場

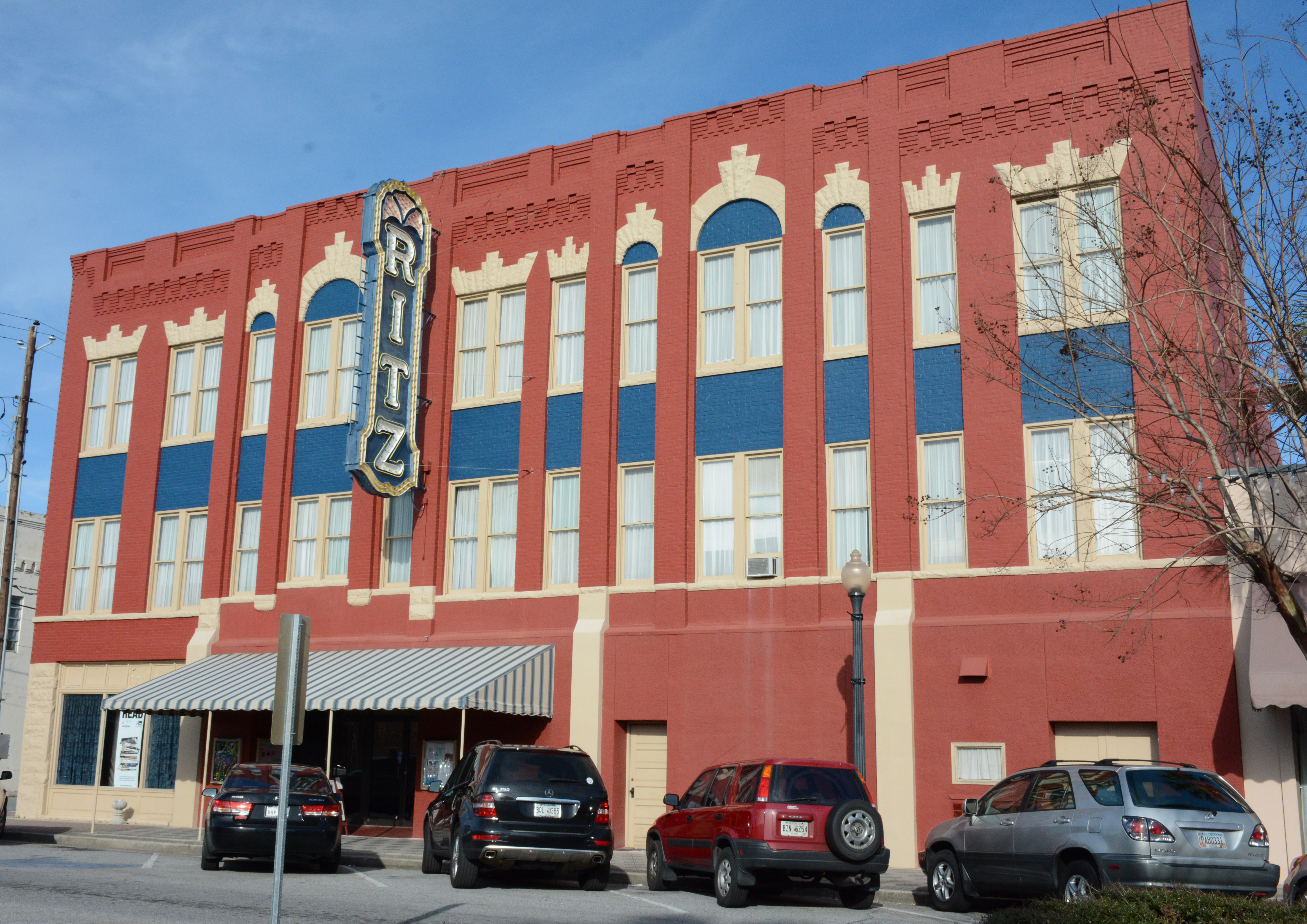
リッツ劇場

元々のグランド・オペラハウスは3階建てヴィクトリア様式の建物であり、飾りレンガや石を使い、舞台劇のために建てられた。その後、ヴォードヴィルの劇場として機能していた。1920年代、映画が人気を呼び、オペラハウスは映画館に改装された。建物の外観をより近代的なアールデコ調にするために、1階部分のレンガはカラーラ・ガラスで覆われ、複雑な玄関庇と連鎖する看板が加えられた。こうしてグランド・オペラハウスはリッツ劇場となった。1956年、主にオグルソープ・ホテル（リッツ劇場の向かいにあった大きなホテル）で撮影された映画『ポンペイズヘッドからの眺め』が世界封切となった。映画スターのリチャード・イーガンが紹介した。
リッツ劇場（および概して1つの映画館）は1960年代から1970年代に衰退した。1981年ブランズウィック市がリッツ劇場を買収し、再度近代化され、かなりの修正が行われた。しかしリッツの表示はそのままにされた。劇場上の屋根が崩壊したこともあって、大掛かりな再建が行われた。その工事は1983年に完成した。
2008年、リッツ劇場は、アメリカ合衆国で唯一包括的に劇場を保存する組織であり、ジョージア州における歴史ある劇場の修復と再活性化の主要資源であるフォックス・シアター・インスティテュートに属することとなり、指導教育プログラム、修復の助言、運営のカウンセリング、教育機会を提供している。2010年、ゴールデンアイルズ芸術と人間性が修復援助資金を申請して認められ、ブランズウィック市と協力して、壊れかけ、落下の危険性があった当初の窓58個を修復した。
フォックス・シアター・インスティテュートの指導下に、地元の技能者ジェイムズ・テイラーとテイラー・デイビスが、保存技術協会とジェキル島再生チームと共同で、最初のガラスと、最初の木部の多くを使って窓を修復した。フォックス・シアター・インスティテュートと市は続いて建物の再塗装を支援した。1899年、グランド・オペラハウスは塗装の無いレンガで造られ、1920年代に現代的な感覚を出すために映画会社が白く塗っていた。その表面のペンキは長い間固着していたものであり、それを除去することで損傷するおそれがあったので、1980年代に修復したときは赤でレンガを塗った。地元の塗装業者ペニンシュラ・ペインティングが、同じ基本色スキームを使って外面を再生するために雇われた。この工事が2010年夏に完成したとき、ブランズウィック市民ジェニファー・ジョージが窓に新しいカーテンを付けた。
当初リッツの看板が修復を必要とする最後の外装になった。この看板は長年使われておらず、フォックス・シアター・インスティテュートが再度援助の手を差し伸べた。2011年5月、地元の会社であるフェンディング・サインズが修復の大工事を引き受け、塗装、配線のやり直し、レイ・タナーによる新しい文字のネオンの工事を行った。美しく仕上げられた看板は秋には戻され、2011年11月4日、ブランズウィック市中心街の第一金曜日の行事のときに、ゴールデンアイルズ芸術と人間性が除幕点灯式をおこなった。
リッツ劇場は「オールドタウン・ブランズウィック」のアメリカ合衆国国家歴史登録財地区の中にあり、1899年に建設されてグランド・オペラハウスを収容し、小売店が入り、ブランズウィック・アンド・バーミンガム鉄道総合事務所があった。今日ブランズウィック中心街の歴史的な劇場と芸術センターが、年間を通じて、演劇、映画、展示会、教育プログラムなどを行っている。ゴールデンアイルズ芸術と人間性協会によるプログラムと管理は、ブランズウィック市とグリン郡の芸術委員会と協調している。

#### ホフワイル・ブロードフィールド・プランテーション

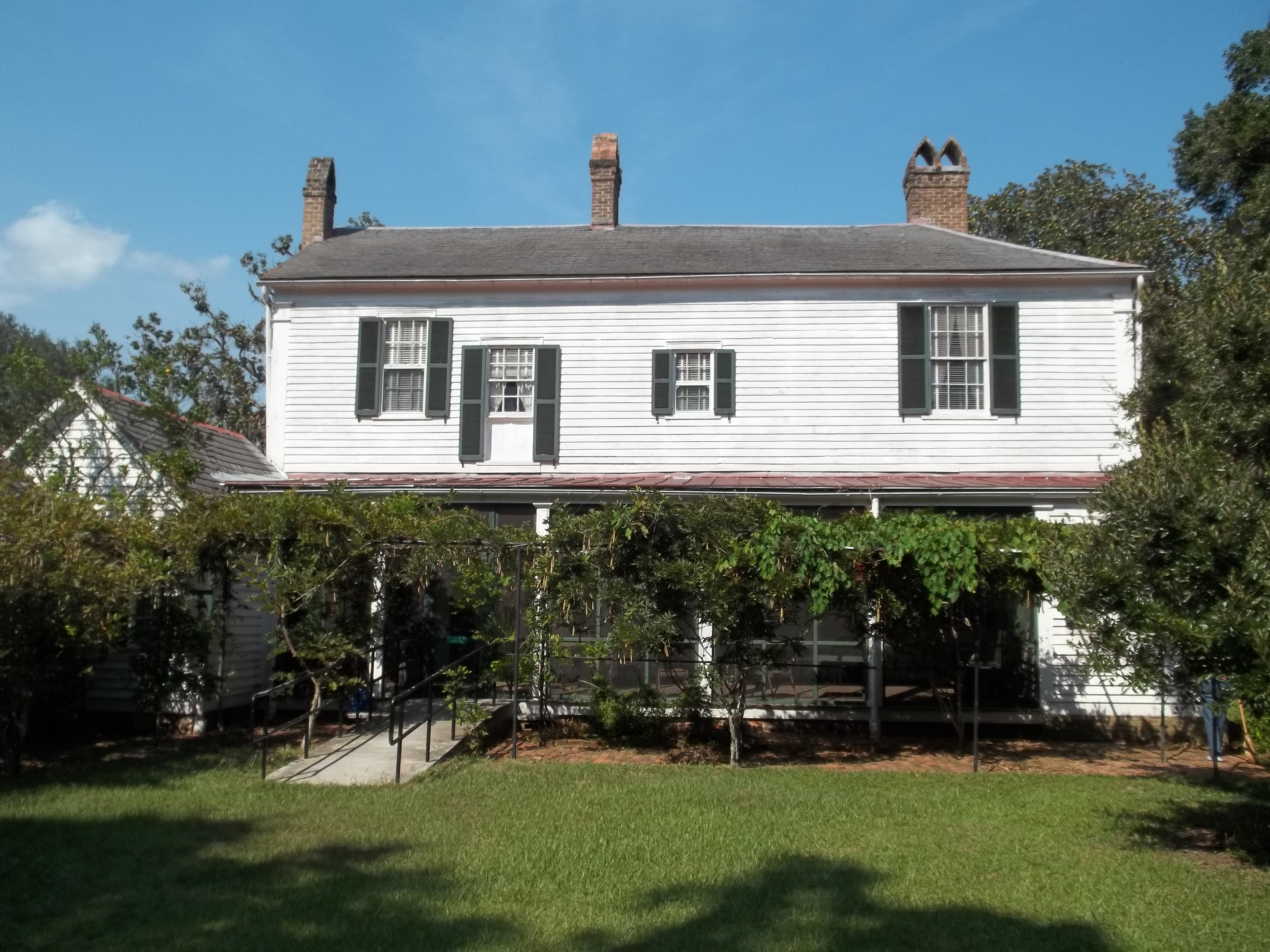
ホフワイル・ブロードフィールド・プランテーションの本館

この美しいプランテーションはジョージアの米作海岸の歴史と文化を代表している。1800年代初期、サウスカロライナ州チャールストンのウィリアム・ブレイルスフォードがアルタマハ川沿いの湿地に米作プランテーションを建設した。このプランテーションとその住人は、南北戦争に向かう時代に発展した上品なロー・カントリー社交界に属した。南北戦争後は多くの要因が米作を次第に難しくさせて行った中で、その家族は1913年まで米作を続けていた。
ホフワイル・ブロードフィールドで第5世代にあたる起業家兄弟が、その家屋を売却するよりも酪農を始める道を選んだ。グラッツ、ミリアム、オフェリア・デントの努力がその家族の遺産を保存する方向に向かった。オフェリアがその先祖の豊富な伝統を受け継いだ最後の承継人となり、1973年にプランテーションをジョージア州に委ねた。
この家族のコレクションの銀器と、全盛期のホフワイル・ブロードフィールド・プランテーションのモデルを収めた博物館がある。プランテーションの歴史を伝える短編映画の後は、南北戦争前の家屋まで小道を進む。ガイド付きツアーにより屋内に入ると、オフェリアが保持していた家宝、18世紀と19世紀の家具や広東製磁器が見られる。コロニアルコースト野鳥観察の道には、アオサギ、白鷺、トキ、ゴシキノジコを観察する絶好のポイントがある。自然の道を通り、かつては米作が行われていた湿地の縁に沿って観光案内所に戻る。

#### 旧市役所

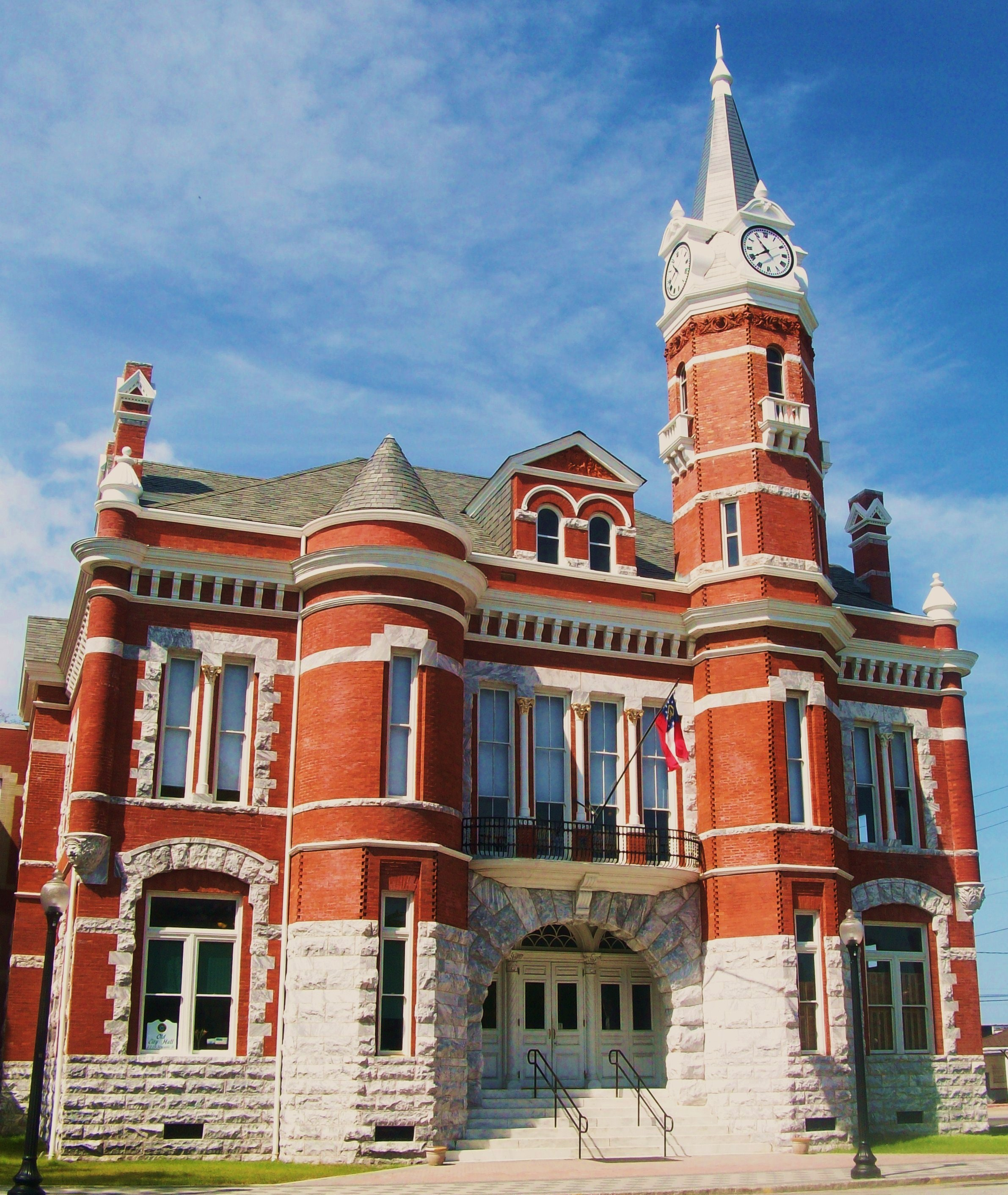
旧市役所

旧市役所は一時期市の裁判所であった建物であり、現在は同窓会から結婚式披露宴まで幅広い選択ができるブランズウィック市の新しい会場となっている。
当初は33,000ドルを掛けて建設され、地元の特殊目的オプション消費税を使って全体が修復され、2004年に再開された。輝くハートパインと大理石の床、当初の由緒ある暖炉、新装されたガス灯が、古い様式の優美さを演出している。
旧ブランズウィック市役所は、アルフレッド・アイチバーグの設計により、建設は1886年に始まり、1889年に完工し、1893年には時計と鐘の塔が加えられた。建築様式はリチャードソン・ロマネスク様式であり、アン女王様式も入っている。
その外観は量感があり、普通には無いイタリア様式のブラケットを付けたこのロマネスク・リヴァイヴァル建築は、当時のアメリカ合衆国で公的な建物の大半に選ばれた様式だった。丁寧なテラコッタのフリーズが旧市役所の時計塔と側面入口を飾り、角の柱はガーゴイルが飾り付けられている。

### セントシモンズ島

#### A・W・ジョーンズ歴史遺産センター
2008年4月、広さ1万平方フィート (929 m2) のA・W・ジョーンズ歴史遺産センターが開館した。このセンターには玄関ギャラリー、博物館ショップ、広さ1,400平方フィート (130 m2) のイベントホールがあり、ホールは貸し出しも可能である。二階には協会の管理事務所、研究図書館があり、ジョージア海岸の数百年の歴史から集めた協会の莫大な収集品、工作物、古文書が納められている。このセンターでは大量の収集品と記念品の選択を提案している。地元芸術家や著作家がギフトショップでも取り上げられている 。

#### アーサー・J・ムーア・メソジスト博物館と図書館
ムーア司祭がこの建物を1949年に購入したとき、その構想は何時の日か引退後のセンターとなり、あらゆる年代の人々にヒントを与えられる場所とすることだった。ムーアは北ジョージアおよび南ジョージア双方のメソジスト教会協議会の司祭であり、かつ20年間以上も世界的な伝道の指導者だった。アーサー・J・ムーア・メソジスト博物館は、司祭の個人蔵書を含む小さな図書館として、1996年6月に開館された。初めは南部メソジストが中心テーマであり、ムーアが旅行中に集めた東洋の陶磁器など工芸品もあった。
著名な神学者、著作家、フロリダ大学聖書学教授であるチャールズ・レイマン博士が、その膨大なウェズレイアンの収集品から博物館への寄贈を申し出た。ウェズレイアンは急速に成長した。その後、北ジョージアの牧師デイビッド・オグルツリーがウェズリー歴史工芸品のコレクションから寛大な寄贈を始めた
この研究図書館は6,000冊以上の蔵書があり、長年の間に大きく拡大してきた。各年の春、アメリカ合衆国南東部の教会から多くの若者が、堅信訓練の一部としてイプワース・バイ・ザ・シーに週末に集まって来る。
この現代的な建物は、セントシモンズ島の歴史から、1736年にオグルソープ将軍と共にここに上陸したウェズリー兄弟を含めウェズリー家に関わるものまで、幅広い宝物を保持している。この博物館はメソジスト協会の始まりと今日に至るまでの変化を説明している。
この博物館には新しい対話型キオスクがあり、あらゆる年代の人々がジョージア州における巡回牧師やメソジスト初期の歴史について多くを学ぶことができる。巡回牧師と共に馬に乗ってフロンティアに信仰をもたらす経験を共有できるゲームもある。

#### アベニュー・オブ・ジ・オークス

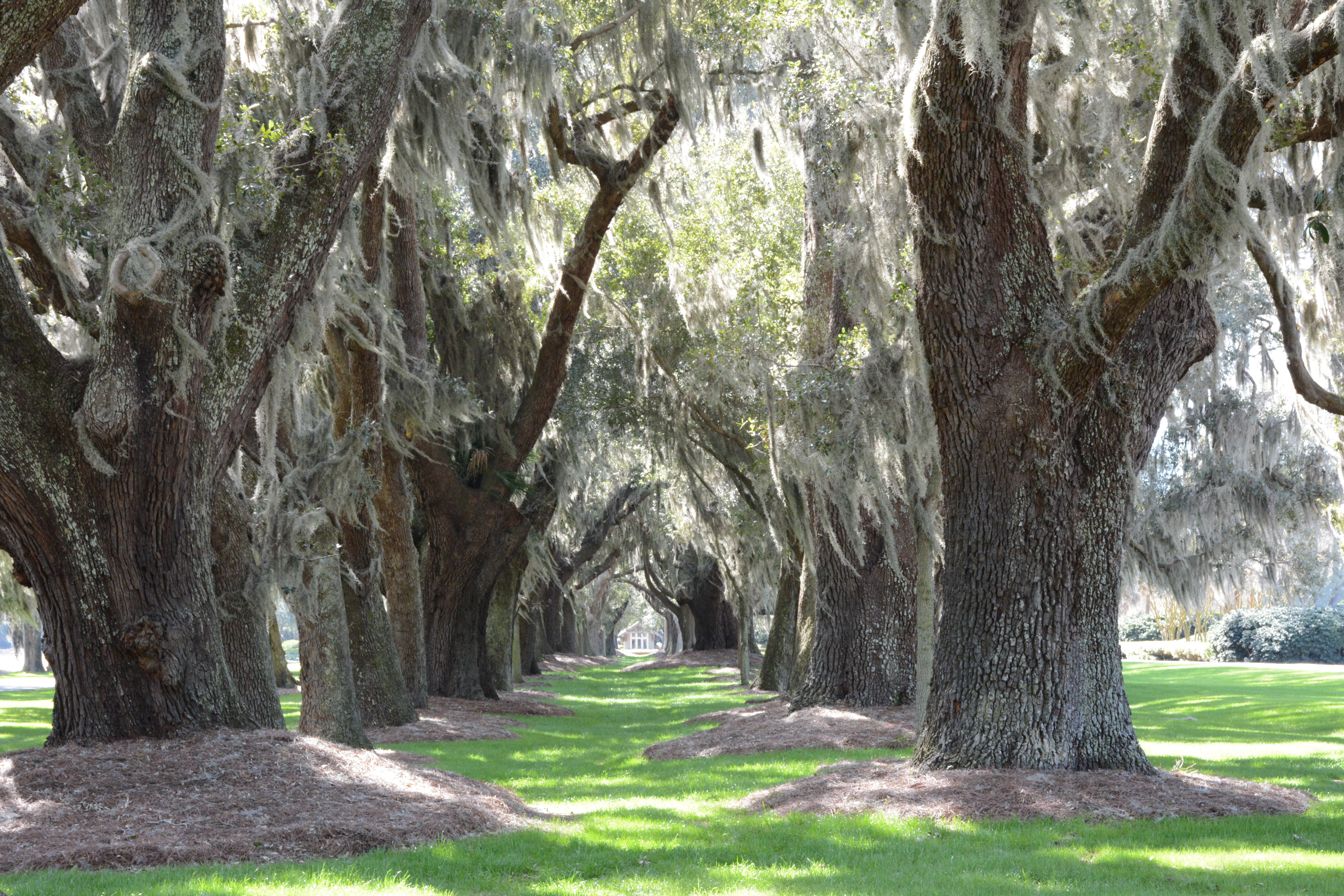
アベニュー・オブ・ジ・オークス

1760年から南北戦争の勃発まで、綿花とコメのプランテーションがこの地域で繁栄した。ここで栽培されたシー島綿花はその傑出した品質で世界に知られた。リトリート・プランテーションは最大級に繁栄したプランテーションの1つであり、セントシモンズ島の南端にあった。
1826年にその土地を相続したアンナ・ペイジ・キングは有名なアベニュー・オブ・ジ・オークスを植えた。アンナはリトリート・プランテーションで多くの花を育てていたので、セントシモンズ島に近づく水夫がその花の香りを嗅いでから島の岸を見たと言われている。かつてリトリート・プランテーションへの入口だったアベニュー・オブ・ジ・オークスが、現在はシー島ゴルフクラブへの入口になっている。アベニュー・オブ・ジ・オークスを作るライブオークの2列の並びに道があり、1830年頃の始まりとされている。

#### ブラッディマーシュの戦い戦場跡

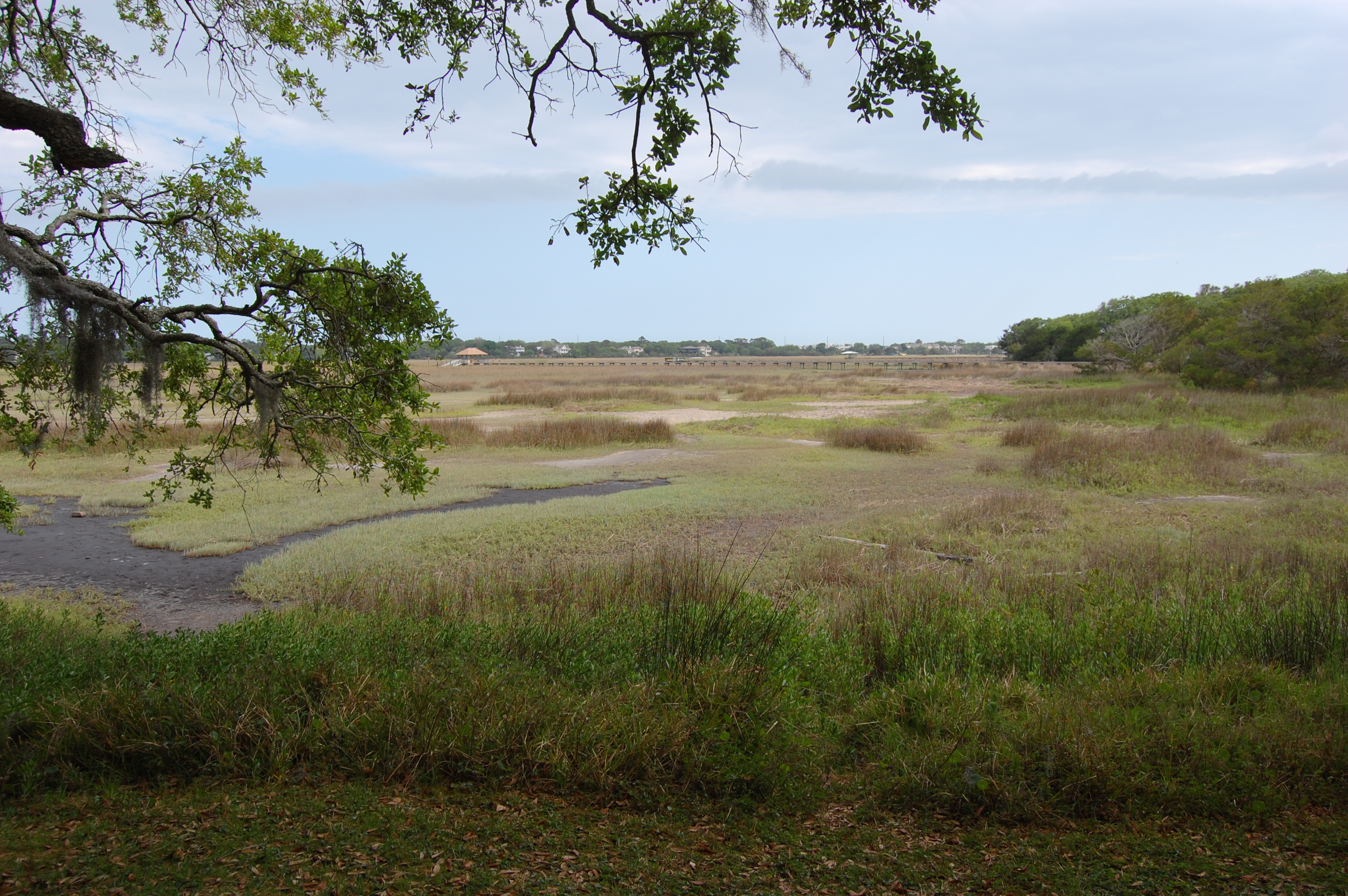
ブラッディマーシュ

1742年7月7日、ブラッディマーシュの戦いで、数に劣るイギリス軍がスペイン軍を待ち伏せて破った。これで計画されていたフレデリカ砦への攻撃を止めさせられた。その戦場跡を展望する場所に標識と案内板が立っており、戦闘のことを説明している。この戦闘でスペインからのジョージア領有の主張を完全に終わらせることになった。
ブラッディマーシュ・ユニットはセントシモンズ島ディミア道路1810にある。この場所はフレデリカ砦国立記念碑の一部として、アメリカ合衆国国立公園局が管理している。

#### キャノンズポイント保護地
キャノンズポイントはセントシモンズ島北東隅の広さ600エーカー (2.4 km2) ある荒野であり、この島では最後の手が付いていない海岸林である。セントシモンズ土地信託が所有しており、この保護地には塩沼、潮汐のあるクリーク、川岸があり、さらに4,000年前の貝塚や、17世紀プランテーションハウスと奴隷小屋の廃墟もある。自然保存機関が将来の世代に保存を保証するために、土地の地役権を保持している。
この保護地は特定の日と時間に一般公開されている。訪問者は荒野に適した衣類を着用し、虫よけスプレーを携行するよう勧められる。

#### カッシナ庭園クラブ奴隷小屋

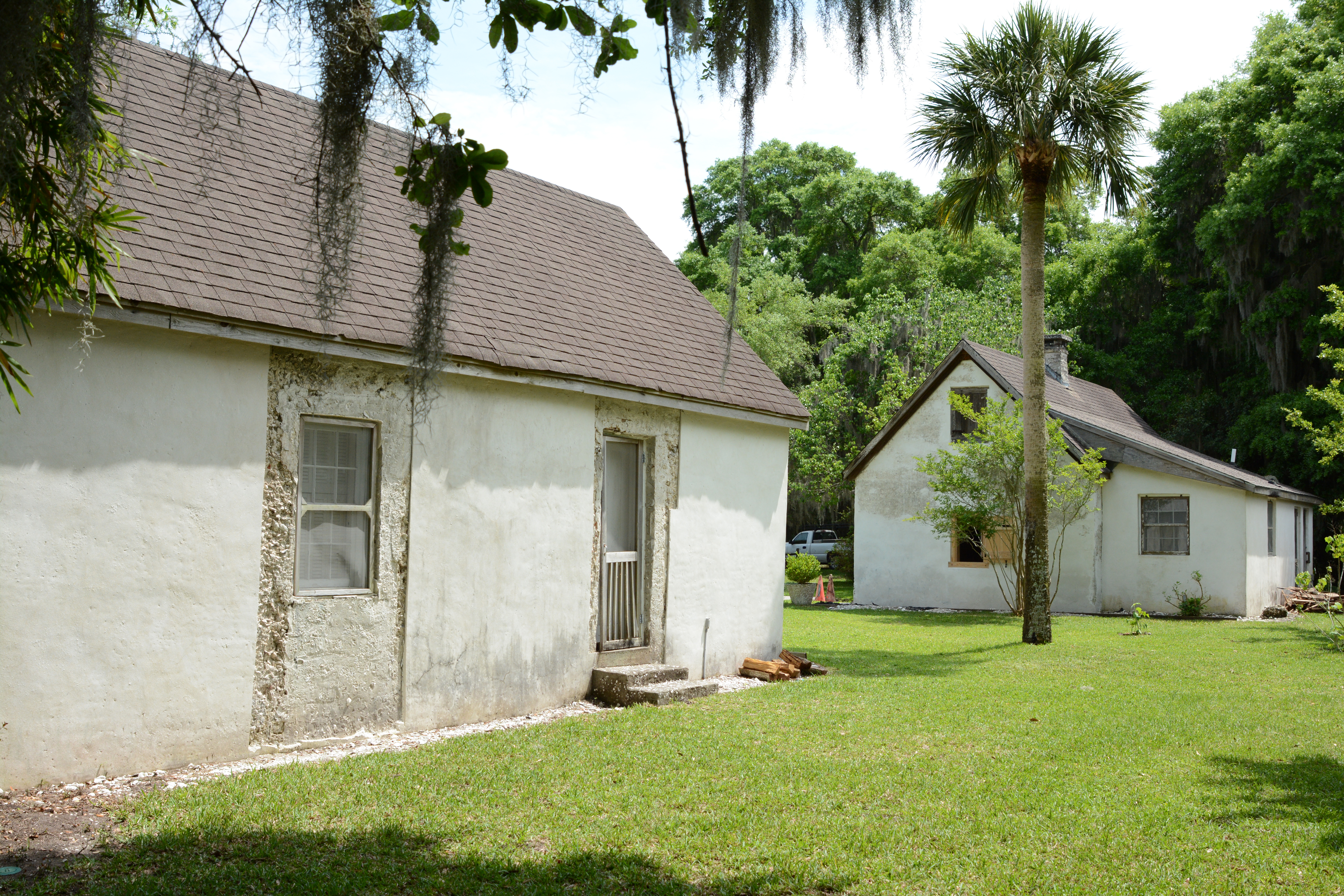
ハミルトン・プランテーション奴隷小屋、川が見える面

スコットランド生まれのジェイムズ・ハミルトンが所有していたハミルトン・プランテーションは、フレデリカ砦に近いガスコイン崖にある。この崖はイギリスのスループ船HMSホークの船長ジェイムズ・ガスコインにちなんで名付けられた。この崖は海洋物資の倉庫、船舶の修繕施設となり、ジョージアでは事実上初の海軍基地となった。ハミルトン・プランテーションは、長繊維のシー島綿花を生産し、オークと松の木材を出荷する活動的なプランテーションだった。
このプランテーションに建てられたタビー製奴隷小屋の中で現在も2つが残っている。タビーは石灰、砂、水に牡蠣殻を混ぜたコンクリートのような材料だった。この混合物を木枠の中に入れて固めた。これらの小屋は中央を暖炉で分けられ、2つの部屋にそれぞれ1家族が入った。ガラス窓と木製の玄関ドアがあることで、この小屋に住んだ奴隷は特権的階級にあったことを示している。
カッシナ庭園クラブは1932年にこれらの小屋での集会を始め、1950年には資産譲渡を受けた。この美しい歴史的な場所の所有者として、小屋の構造を注意深く修復して保存しており、多くの工作物や絵で描かれた歴史を展示している。
小屋はメソジスト会議センターであるイプワース・バイ・ザ・シーに隣接してある。オグルソープ将軍の秘書だったチャールズ・ウェズリーとその有名な牧師の兄弟ジョンがメソジスト教会の設立者と考えられており、この敷地を歩いた。この資産は全てハミルトン・プランテーションの一部だった。1988年にはアメリカ合衆国内務省からアメリカ合衆国国家歴史登録財に指定された。

#### フレデリカのクライストチャーチ

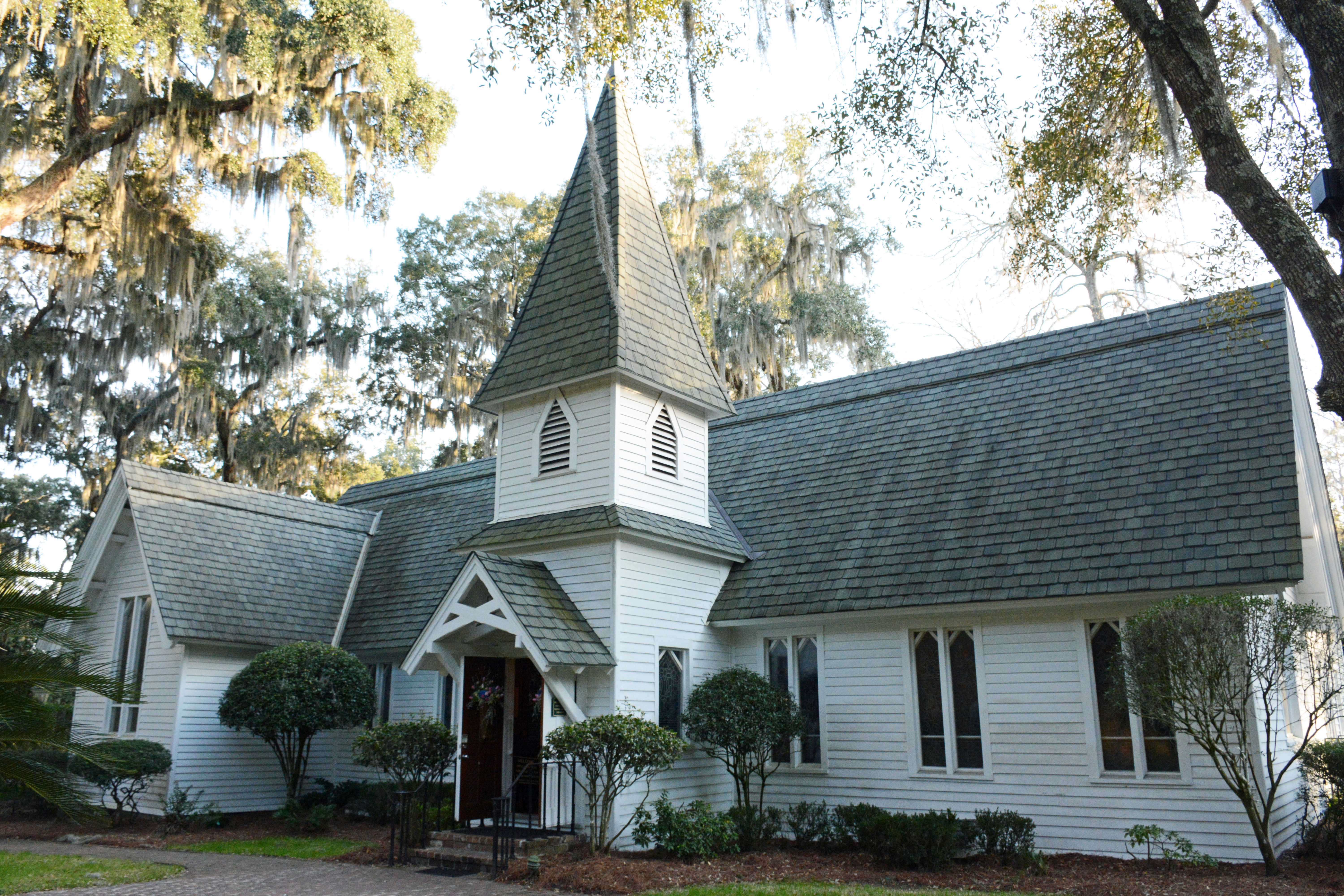
クライスト・エピスコパル教会、1736年設立

フレデリカのクライストチャーチは、原生のライブオーク、ホリー、杉の木が形成する穏やかな場所にある。クライストチャーチのある場所は、セントシモンズ島北端の巨大なオークの木の間にあり、ジョンとチャールズのウェズリー兄弟が伝道した後にイングランドに戻ってメソジスト教会設立を支援した。イングランドでメソジスト教会を設立したことで信用されたことに加え、この兄弟はアメリカでエピスコパル教会の発展に大きな役割を果たした。
教会として最初の建物は1820年に建設されたが、南北戦争のときに北軍によって部分的に損壊された。1884年、アンソン・フェルプス・ドッジ・ジュニア牧師がその妻のエレンの思い出に、現在の建物を建設した。クライストチャーチはゴシック建築の屋根と尖塔をトラス構造とし、十字型の平面に木製で建造された。敷地には初期開拓者や有名なジョージア州民の墓がある墓地がある。セントシモンズ島に関するシリーズ本など多くの小説を書いたジョージア出身の作家ユージン・プライスがここに埋葬されており、他に州では最初の歴史家であるルシアン・ナイトも同様である。他に島の灯台が立っていた地点を所有していたプランテーションの所有者もこの墓地に埋葬されている。この墓地で最古の墓石は1803年のものである。
今日、美しい教会と素晴らしいステンドグラス窓が、セントシモンズ島で活動するエピスコパル教会の本拠となっている。

#### イプワース・バイ・ザ・シー
イプワース・バイ・ザ・シーは、ユナイテッド・メソジスト教会の南ジョージア協議会が所有する世界に知られた包括的会議と隠遁のセンターである。900人までの宿泊施設があり、モーテルの部屋、家族用アパート、若者用小屋まで幅広い。公会堂は300席から900席まで使える。集会室と教室は視聴覚設備がある。季節による水泳プール、アスレティック場、天蓋付きバスケットボールコート、テニスコートがあり、貸し自転車や釣り用桟橋もあってあらゆる年代の人々にスポーツの機会を提供している。
応接する牧師が世界中からのゲストに対応しており、全ての宗派、州と地方の機関、集団と個人に開かれている。施設の目的は「キリスト教徒に礼拝し、学び、仲間と交わる場所を提供する」ことである。
100エーカー (400,000 m2) ある構内はガスコイン崖の上にあり、この1マイル (1.6 km) の川岸は土手の橋からフレデリカ川の屈曲部まで伸びている。ジョンとチャールズのウェズリー兄弟がセントシモンズ島で働いてから200年以上が経ち、南ジョージア・メソジストは、この場所が会議と隠遁のセンターとして完璧な場所であることを認めている。
影響力ある事業家でシー島会社の社長でもあるアルフレッド・W・ジョーンズ・シニアの援助を受け、メソジストは1949年にハミルトン・プランテーションの一部を買収し、イングランドのイプワースにあったウェズリー兄弟の子供時代の家にちなんでイプワースと名付けた。
セントシモンズ島で最古の現存する教会建築であるラブリーレーン礼拝堂では、日曜の礼拝を行い、結婚式に使うこともできる。1880年に建設され、メリーランド州ボルチモアでアメリカ・メソジストを1784年に設立した場所からその名前が付けられた。

#### フレデリカ砦国立記念碑

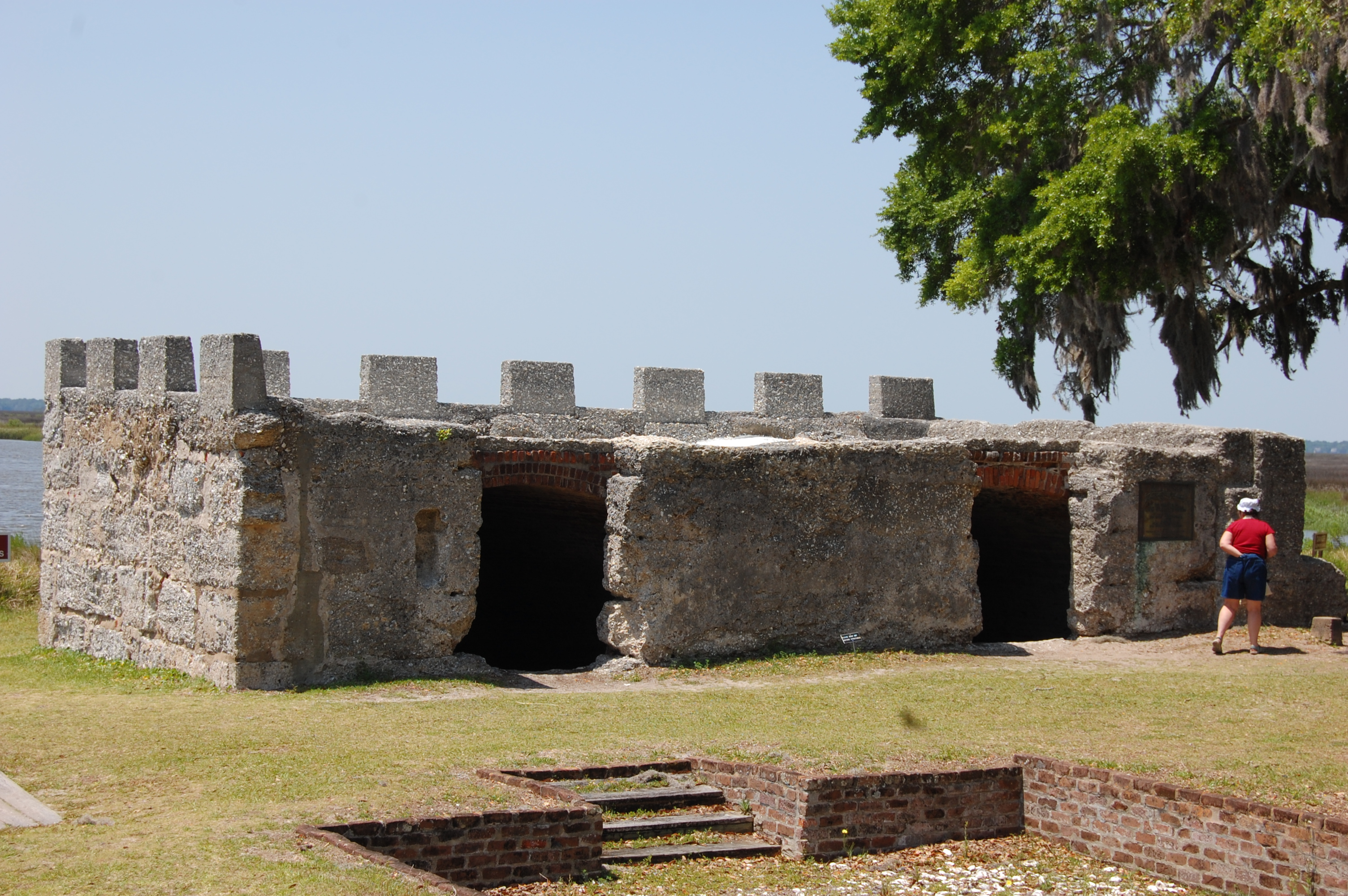
フレデリカ砦の廃墟

1700年代初期、ジョージアは1世紀も続いたスペインとイギリスの紛争の焦点だった。1736年、サバンナ市を設立してから3年後に、ジェイムズ・オグルソープがその南側境界を守るためにフレデリカ砦を建設した。男性44人と女性子供合わせて72人が到着して砦と町を建設し、1740年代までにフレデリカは人口約500人の繁栄する村になっていた。イングランド、スコットランド、およびドイツから開拓者がフレデリカに移って来て、その開拓を支援した。ジョージアの運命は1742年に決せられた。この年スペインとイギリスの軍隊がセントシモンズ島で衝突した。フレデリカ砦の部隊がブラッディマーシュの戦いでスペイン軍を破り、イギリスの植民地としてのジョージアの運命を確保した。しかし、ジョージア海岸に対する軍事的な脅威が減ると、砦の部隊は1749年に解隊された。今日フレデリカ砦の考古学的遺跡が国立公園局によって保護されている。

#### ガスコイン崖
ガスコイン崖は港に入って来た船にとって最初の上陸地点になった可能性がある。ジェイムズ・オグルソープ将軍と共にウェズリー兄弟がここに上陸したずっと前にインディアンの集落があった場所であり、軍事的な侵略に対する作戦本部、シー島綿花のプランテーション、製材所、木材の積み出し所でもあった。ここで1794年に製材されたライブオークの材木は、「オールド・アイアンサイド」とあだ名されるフリゲート艦USSコンスティチューションに建造に使われた。1874年、ここで切り出された木材が、ニューヨーク市のブルックリン橋建設に使われた。
ガスコイン崖には、プランテーション時代のカッシナ庭園クラブ奴隷小屋、ジョージア州では2番目に大きな南のエンピツビャクシンの木、釣り用桟橋、美しいライブオークの木の並びがある。フレデリカ川の対岸には3つの「バラスト・ハンモック」が見られる。これは綿花あるいは木材を積む前に、ヨーロッパの船が捨てたバラスト（砂利）が形成した小さな島である。

#### ラブリーレーン礼拝堂
セントシモンズ島で最古の現存する建物がラブリーレーン礼拝堂である。元はセントジェイムズ・ユニオン礼拝堂と呼ばれ、1880年にノーマン・W・ドッジが建てた。1897年のハリケーンで被害を受けた後に修復され、1911年には世俗化され、レクリエーション・センターとして使われるように変えられ、1949年にメソジストがこの資産を買い戻した後で再度献堂された。ラブリーレーンという名前は1784年にアメリカ・メソジストの設立協議会がメリーランド州ボルチモアに建設した場所にちなんで名付けられた。
この礼拝堂は日曜の礼拝や結婚式のために一般公開されている。

#### 海洋センター

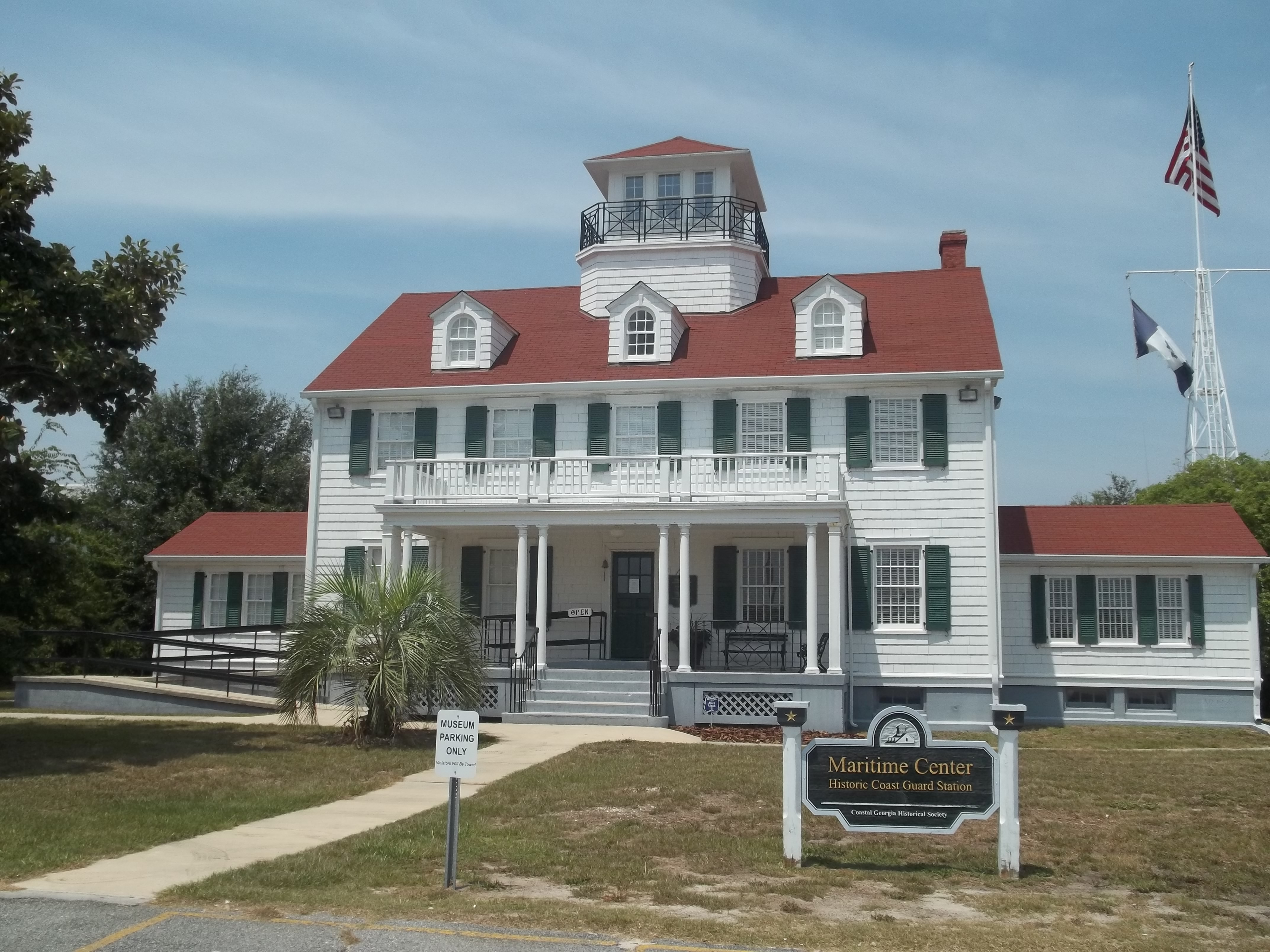
現在の海洋センター、元は沿岸警備隊基地

海洋センターは昔の沿岸警備隊基地を本拠にしている。対話型展示やギャラリーで埋められたこの博物館は、ジョージア海岸の自然財産、海洋と軍事の歴史の興味ある展示を提供している。7つのギャラリーを見て回れば様々な手作りの展示や行動が見られる。
セントシモンズ島にある東浜の旧アメリカ沿岸警備隊基地は、公共事業促進局が国内に建設した沿岸警備隊基地45か所の1つだった。東浜基地の工事は1935年秋に始まった。当時から現在まで残っている3か所しかない基地の1つと考えられている。
この基地とボート小屋が1937年4月1日に「最初のウォッチ」を行った。この基地が開所されたとき、当初の浜は正面玄関の数フィート前だった。今日の基地は浜との間に大きな駐車場がある。
1942年4月8日、ドイツの潜水艦 U-123が、セントシモンズ島沖でSSオクラホマとエッソ・バトンルージュという2隻の商船を沈めた。沿岸警備隊は地元住民の助けを得て救援に向かった。
1995年、東浜基地は退役となり、土地の沿岸警備隊の運営は本土のブランズウィックに移った。2005年に、シドニー・ラニア橋のすぐ東に最新の沿岸警備隊基地が完成した。

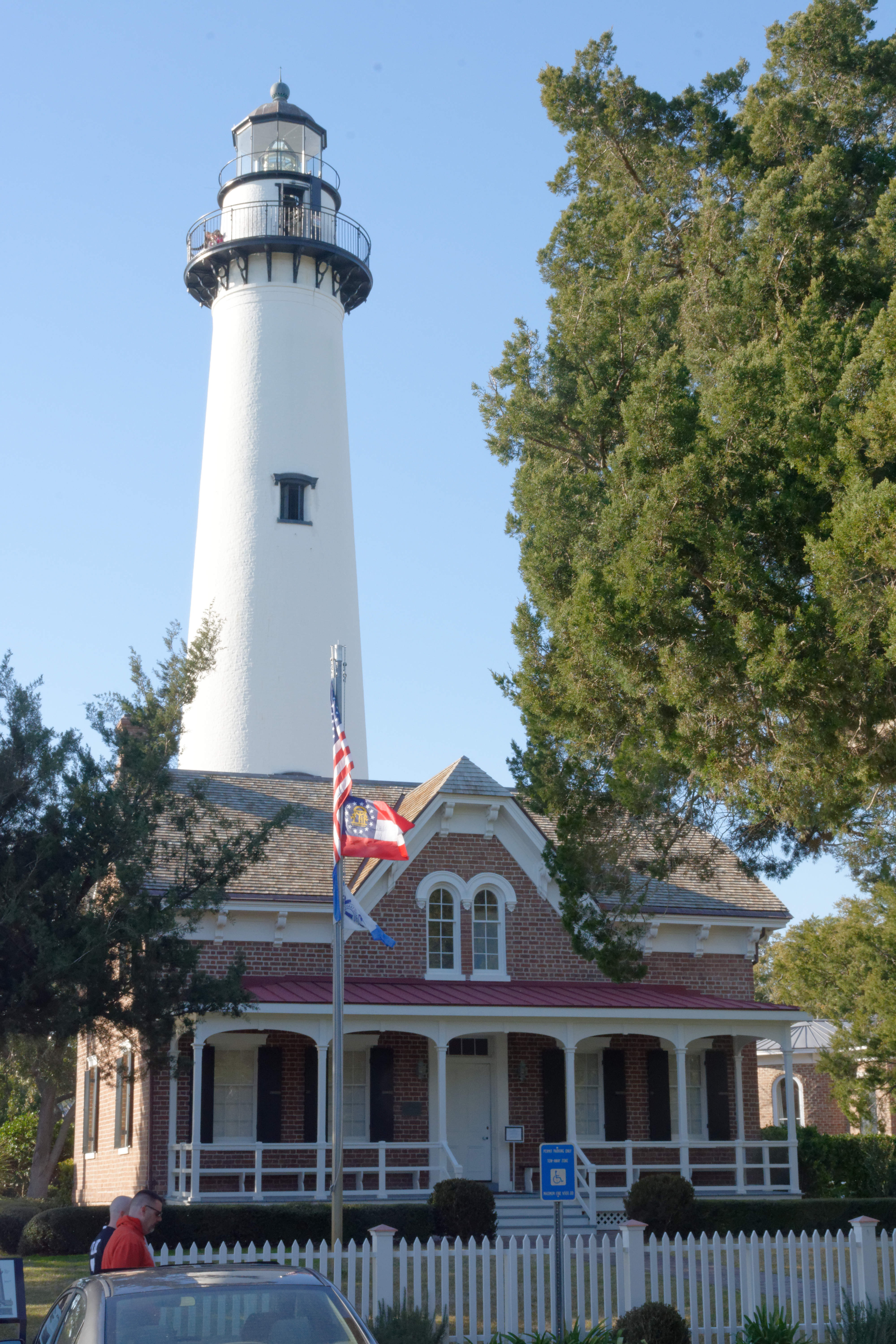
灯台と灯台守の家（現在は博物館）

#### セントシモンズ島灯台博物館
1965年、10人の市民からなる強力な団体がジョージア海岸歴史協会を結成し、グリン郡の各町から海岸初期歴史遺産の保存について支援を集め始め、成功した。1975年、キーパーの住居が商業開発で危険にさらされたとき、この1872年に建てられた建物を協会が修復した。その結果、その住居はセントシモンズ島灯台博物館として開館され、それ以降協会が管理している。
1984年、セントシモンズ島灯台がアメリカ沿岸警備隊からリースされ、博物館の一部となった。今日、セントシモンズ島灯台博物館は地域の豊富な文化の歴史の実効ある一部と考えられている。この灯台はセントシモンズ島の入口を今でも照らしており、南北戦争の前後で変革した歴史的な重要性を加えている。2004年、セントシモンズ島灯台の権利譲渡書が、2000年の国定歴史的灯台保存法の下でジョージア海岸歴史協会に渡された。2006年4月、旧沿岸警備隊基地の海洋センターが開館された。

### ジェキル島

#### ジョージア・ウミガメ・センター

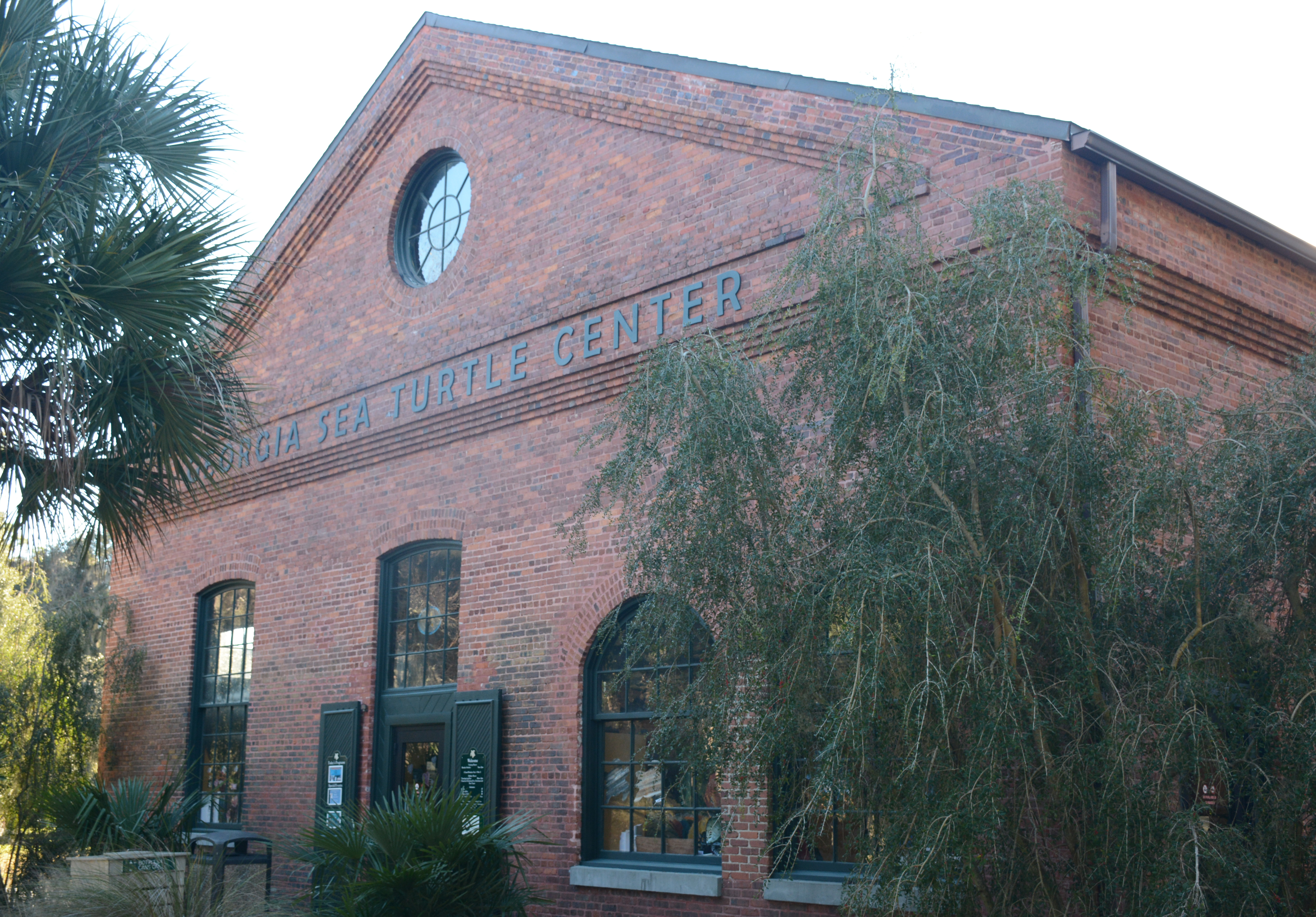
ジョージア・ウミガメ・センター

ジョージア・ウミガメ・センターは、ウミガメのリハビリ、研究と教育プログラムを通じて、ウミガメ生息地と野生生物の保存に対する知覚を増し、生態系の健全性に対する責任を推進し、地元、地域、世界で環境を守る個人に力を与えようとしている。
ジョージア・ウミガメ・センターは、病気やけがをしたウミガメの病院である。ジョージア州ではこの種の病院として唯一のものである。一般公開されており、対話型展示ギャラリーやリハビリパビリオンがあり、多くのウミガメの患者を診ることができる 。

#### ホートン邸
1738年、ウィリアム・ホートン少佐がジョージア植民地の信託機関からジェキル島の土地を払い下げられた。ホートンは1743年に自家を建てた。このホートン邸は州内でも最古クラスの現存するタビー製構造物である。

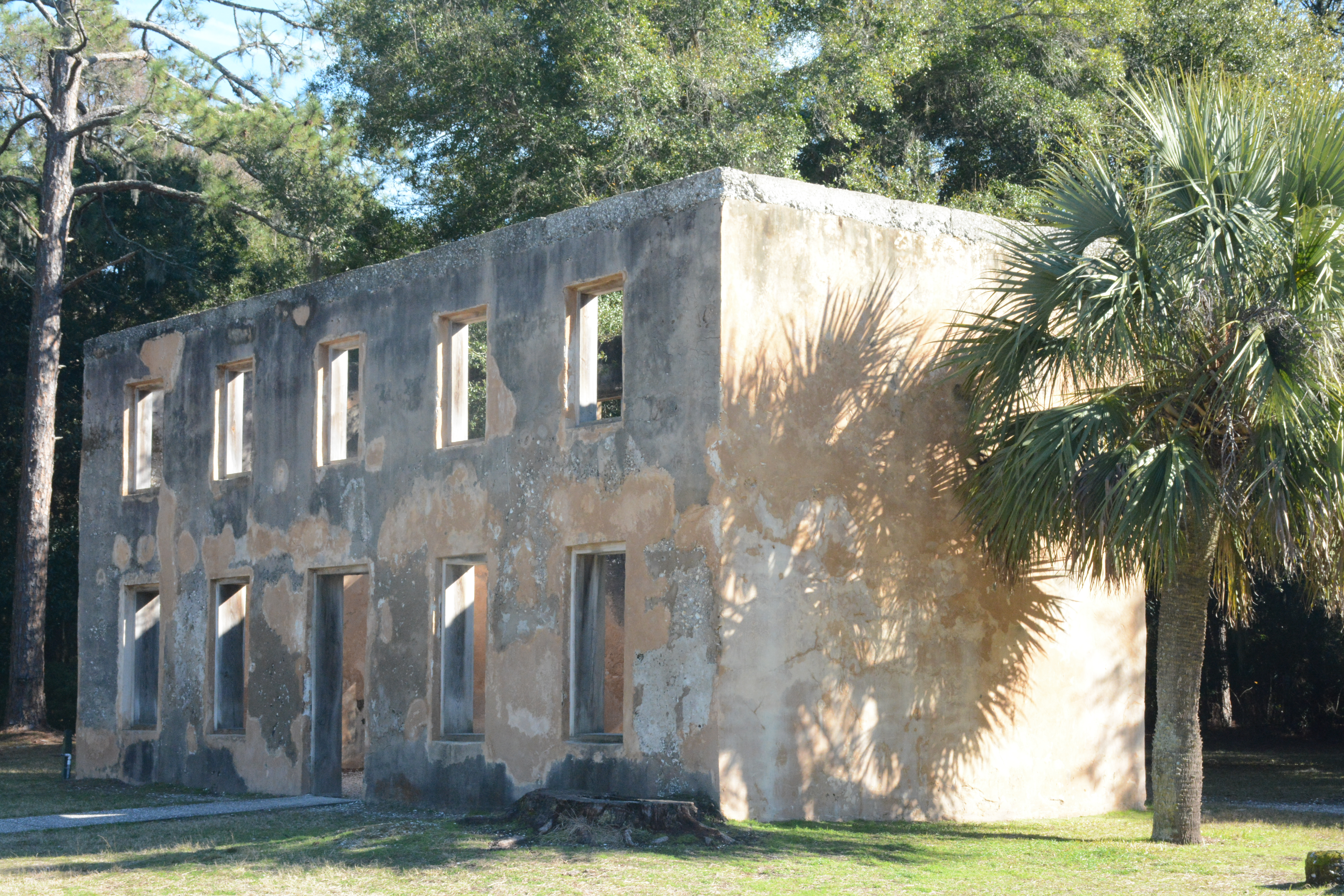
ホートン邸の残骸

ホートンはジェイムズ・オグルソープ将軍の上級副官の一人であり、近くのセントシモンズ島にあったフレデリカ砦の守備隊を指揮していた。ホートンは島で農耕を行い、フレデリカ砦の食料となる農産物を生産した。その中にはジョージアで初めてのビールとなるホップや大麦もあった。ホートンはその土地に倉庫を追加し、それが現在も残っている。その醸造所が道路を下った所にあり、セントシモンズ島のフレデリカ砦の兵士や開拓者にビールを供給した。今日、ジョージアで初の醸造所のトビー製廃墟はデュビノン・クリークにほとんど落ちかかろうとしている。
この場所にはデュビノン家の墓地もある。デュビノン家は1790年から1886年まで島を所有し、1790年から1800年代半ばまで、この家に入っていた。その墓地では、1800年代後半にジェキル島をジェキル島クラブに売却したジョン・ユージン・デュビノンの墓もある。
ホートン邸はジョージアでも最古クラスの建物であり、アメリカ合衆国国家歴史登録財に指定されている。この史跡の保存作業が国立公園局からセイブ・アメリカズ・トレジャー補助金によって可能になった。ジョージア州歴史保存信託から保存の優秀賞を受賞した。
ホートン邸史跡は一般公開されている。

#### ジェキル島国定歴史地区

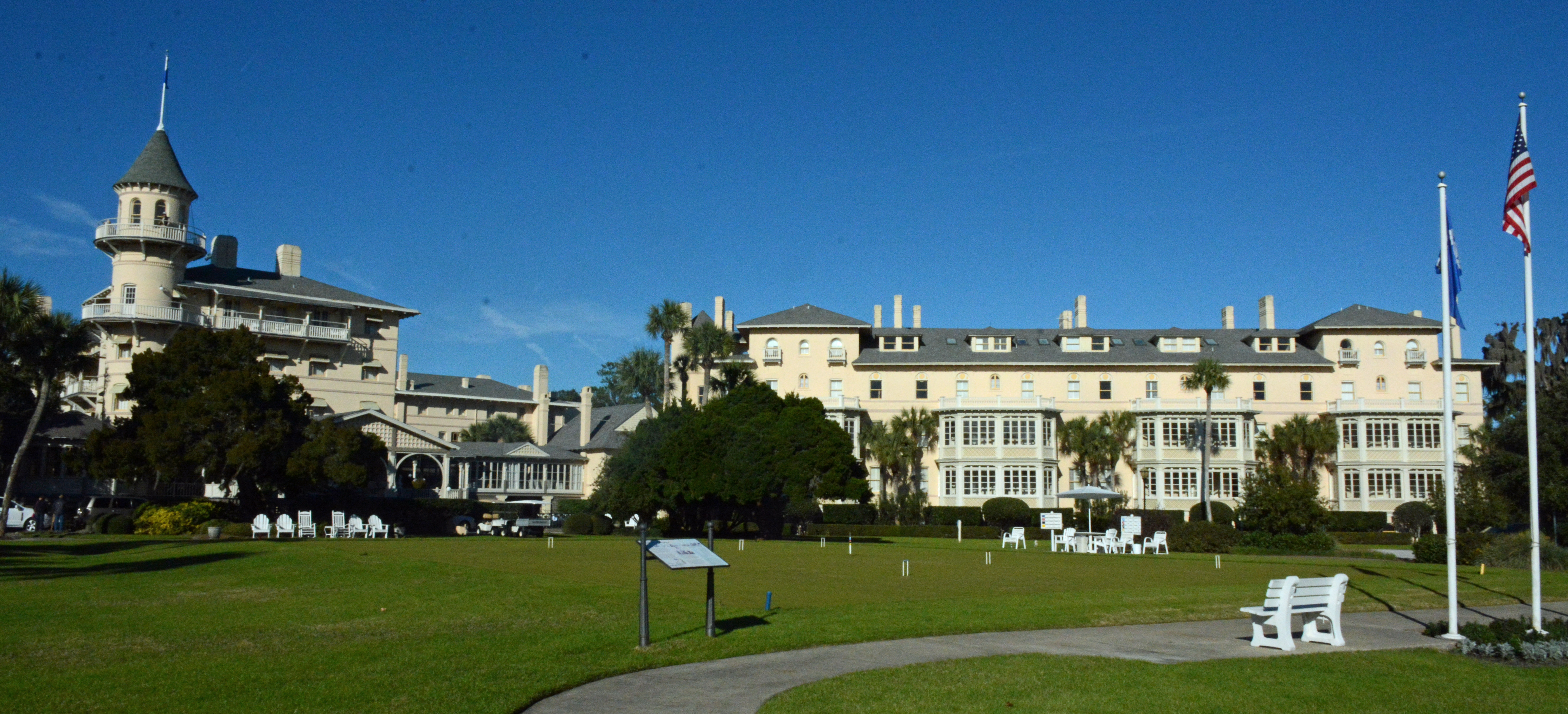
歴史地区のジェキル島クラブ

ジェキル島国定歴史ランドマーク地区は、アメリカ合衆国南東部でも最大級で進行中の修復プロジェクトである。この場所を保存する動きは、多くの賞を受賞し、全国歴史保存信託の指定した12の目覚ましい対象の1つに指定され、ジョージア州歴史保存信託からは、2008年保存に対するマーゲリト・ウィリアム賞を受賞した。
ジェキル島博物館は、ジェキル島国定歴史地区の異常な物語に対する入港場所であり、ジェキル島の豊富な歴史の全体である。この博物館では、展示物、過ぎ去った時代への冒険であるツアーとプログラムを通じて、発見の旅に行くことができる。

## インフラ

### 交通
- ジョージア州交通省
- 連邦政府交通管理局

#### 港
ブランズウィック港はジョージア州の南東隅にある大西洋への海港である。ジョージア州港湾局の運営する4つの港の1つである。この港は大西洋岸にある国内でも最大級に生産的な港の1つである。輸入される製品には、木材パルプ、紙製品、小麦、大豆、重機械がある。自動車のジャガー、ランドローバー、ポルシェ、三菱自動車工業、ボルボのための主要な輸入港である。フォード、ゼネラルモーターズ、メルセデス・ベンツはここから輸出している。その他の輸出品としては、大麦モルト、トウモロコシ、オート麦など農産物があり、その他にセメント、石膏、石灰石、パーライト、塩、砂などバラ積み貨物がある。

#### 空港
グリン郡空港委員会は1980年に結成され、郡内にある2つの空港を管理し、発展機会を広げている。ブランズウィック・ゴールデンアイルズ空港とマッキノン・セントシモンズ島空港である。委員会は地域社会の指導者9人で構成され、4年間の任期をローテーションしながら務めている。
- ブランズウィック・ゴールデンアイルズ空港 (BQK) - デルタ・コネクションがこの空港とハーツフィールド・ジャクソン・アトランタ国際空港を結ぶ便を運航している。
- マッキノン・セントシモンズ島空港は一般用途空港である。滑走路は全長5,800フィート (1,800 m) の4/22方向と、全長3,313フィート (1,000 m) の16/34方向の2本がある。非精密進入機器が荒れ模様の天候に対応し、視覚誘導システムがパイロットの着陸を助けている。

#### 鉄道
- CSXトランスポーテーション と ノーフォーク・サザン鉄道
- アムトラック 旅客列車

#### 道路
- シドニー・ラニア橋
- 連邦政府の高規格道路:
  - アメリカ国道17号線
  - アメリカ国道34号線
  - アメリカ国道25号線
  - 州間高速道路95号線

### 医療

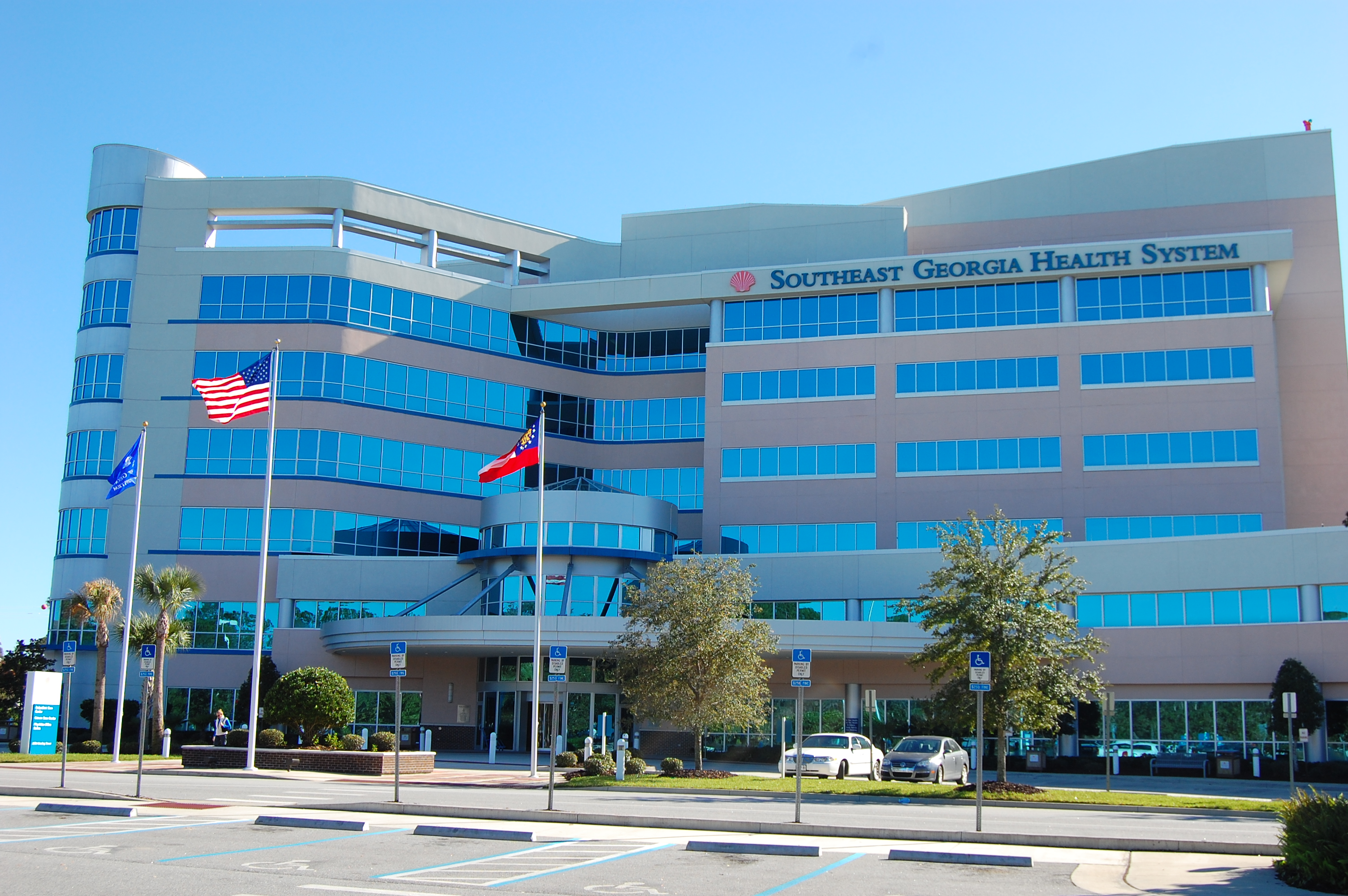
南東ジョージア医療システムのブランズウィック・キャンパス

- 南東ジョージア医療システム